# Марія-Луїза Австрійська
Марія-Луїза Австрійська (нім. Marie-Louise von Österreich; 12 грудня 1791 — 17 грудня 1847) — дочка імператора Священної Римської імперії Франца II (з 1806 — імператора Австрії Франца I), внучата племінниця Марії-Антуанетти. Друга дружина Наполеона I, імператорка Франції в 1810—1814, після зречення Наполеона — герцогиня Парми, П'яченци і Гуасталли.
Старша донька імператора Франца I Австрійського, Марія-Луїза в 1810 році була примушена до шлюбу з французьким імператором та королем Італії Наполеоном для підписання Шенбруннського договору між Францією та Австрією, який завершився після поразки Австрії у битви при Ваграмі в 1809 році.
Хоча спочатку Марія-Луїза неохоче приєдналася до імператорського двору в Тюїльрі, вона швидко почала насолоджуватися новим становищем. Проте французи її не любили, і в країні, яка 20 років тому обезголовила її тітку, австрійську ерцгерцогиню та дружину Людовика XVI, Марія-Антуанетту, вона не відчувала себе як вдома.
Коли Наполеон зазнає поразки від Шостої коаліції, Марія-Луїза вирішує не йти за ним у вигнання на острів Ельба і повертається зі своїм сином до двору у Відні. Наприкінці «Ста днів» і після вирішальної поразки Наполеона під Ватерлоо, імператриця вирішила залишитися вірною родині свого походження, Габсбургам-Лотаринзьким, щоб краще захистити інтереси свого сина. У 1815 році Віденський конгрес надав йому герцогство Парма, П'яченца і Гвасталла. На той час їй було лише 24 роки.
Хоча Марія-Луїза зазнала жорсткої критики від французів за те, що покинула Наполеона під час його поразки, вона здобула велику любов пармезанців завдяки просвітницькій і соціальній політиці, якою керувала під наглядом Австрії. Її називали «доброю герцогинею».

## Життєпис

### Дитинство
Марія-Луїза народилася 12 грудня 1791 у віденському імператорському палаці Гофбург незадовго до півночі старшою донькою спадкового ерцгерцога Франца та його другої дружини Марії-Терези Бурбон-Неаполітанської. Таким чином, вона є онукою Марії-Кароліни Австрійської, королеви Неаполя та Сицилії та внучатої племінниці Марії-Антуанетти Австрійської, королеви Франції як дружини Людовика XVI. У союзі з Австрією з 1756 року Королівство Франція зіткнулося з революційною хвилею, яка поклала кінець абсолютизму та створила конституційну монархію, проти якої таємно виступала королівська пара. Саме в цьому неспокійному контексті 11 березня 1792 року помер імператор Священної Римської імперії Леопольд II, брат королеви Франції та королеви Неаполя та дід Марії-Луїзи. Ерцгерцог Франц отримує корону в 24 роки, коли ще не мав потрібного досвіду.
20 квітня Франція оголосила війну своєму союзнику, «королю Чехії та Угорщини», оскільки ерцгерцог ще не був коронований імператором у Франкфурті. 10 серпня король Франції та його сім'я були ув'язнені; 22 вересня була проголошена Республіка. Людовика XVI засудили до смертної кари і стратили 21 січня 1793 року. Марія-Антуанетта зазнала тієї ж долі 16 жовтня 1793 року. Марії-Луїзі на той час було 22 місяці. Війна проти Франції тривала понад двадцять років і мала глибокий вплив на юну ерцгерцогиню.
За традицією, при хрещенні дитина отримує імена своєї бабусі по батьківській лінії, уродженої імператриці Іспанії Марії-Луїзи, але приватно її називають зменшувально: Luisl (франц.: Луїза).

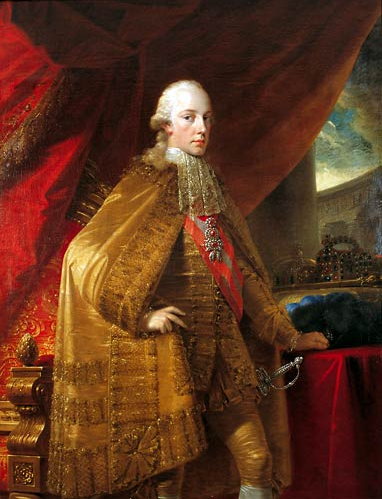
Франциск II, імператор Священної Римської імперії (1792).

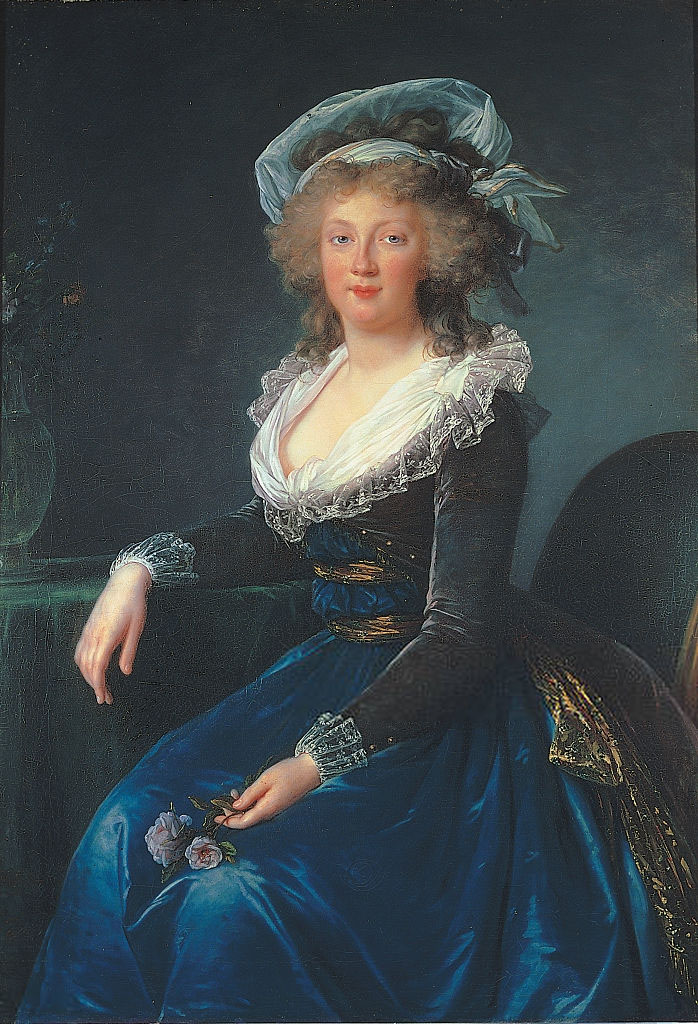
Імператриця Марія-Тереза — Елізабет Віже Ле Брен (1790).

Незважаючи на те, що молода ерцгерцогиня була покинута своєю матір'ю, імператрицею Марією Терезією, холодною жінкою, яка не виявляла ні любові, ні підтримки своїх дітей, вона прожила безтурботне дитинство між віденським палацом Гофбург і літніми палацами Шенбрунн і Лаксенбург.
Марія-Луїза була близька до свого батька, імператора Священної Римської імперії Франца II, у якого вона є його улюбленою дочкою. Серед його одинадцяти братів і сестер інші переваги імператора віддавали Марії-Леопольдіні, майбутній імператриці Бразилії, та Франсуа-Шарлю, батькові майбутнього імператора Франца-Йосифа. Крім того, у Марії-Луїзи склалися емоційні стосунки зі своєю гувернанткою, графинею Вікторією Коллоредо, уродженою Фоліо де Гренвіль, і дочкою останньої, Віктуар.
Молода ерцгерцогиня отримала досить просте виховання, вона гуляла вулицями Відня зі своїм батьком і гралася з дітьми слуг, вона дотримувалася заповідей католицької релігії та класичної освіти принцес свого часу, яка має заохочувати її стати жінкою, що виконує обов'язок, освіченою, здатною з'являтися на публіці, але слухняною.
Вона вивчала мови, зокрема французьку, міжнародну мову того часу, та італійську, ще одну рідну мову її батьків (імператор, її батько, народився у Флоренції, а імператриця, її мати, у Неаполі), тоді її німецька залишається скоріше посередньою. Решта її навчання містить загальні, але не дуже глибокі поняття літератури, математики, географії, історії Габсбургів та основних династій Європи. Імператорська родина, починаючи з періоду «Великої» Марії-Терезії, веде приватне «буржуазне» життя. Вона цінує, що ерцгерцогині присвячують себе жіночій діяльності. Марі-Луїза захоплюється садівництвом, кулінарією, вишивкою та музикою (її улюблений інструмент — фортепіано), грі на якому вона навчається у Фердінандо Паера.

### Відносини між Францією та Австрією
Незважаючи на те, що Марія-Луїза була осторонь від війни та політики, вона з дитинства відчувала наслідки битв, які вела Австрія проти наполеонівської Франції: Кампо-Формійський мир, що означав перші поразки Австрії, був підписаний у 1796 році, коли їй було лише чотири роки. Він також прищеплений глибокою ненавистю до французького командувача, який, в його очах, є дияволом: серед іграшок Марі-Луїзи є дерев'яний солдатик на ім'я «Бонапарт», над яким вона знущалася.
Коли в 1804 році до Відня надійшла звістка про викрадення та страту Наполеоном герцога Ангієнського, Габсбурги-Лотаринзькі згадали про долю Марії-Антуанетти і почали побоюватися падіння інших коронованих осіб. В очах 12-річної Марі-Луїзи Бонапарт є втіленням Революції, антихристом, який хоче знищити Церкву та монархії Європи, тоді як його улюблений батько є захисником порядку та справедливості. Тим часом, побоюючись, що Наполеон змусить Священну Римську імперію зникнути, Франциск II підніс Австрійське ерцгерцогство до рангу імперії та проголосив себе імператором Австрії під титулом Франциска I.

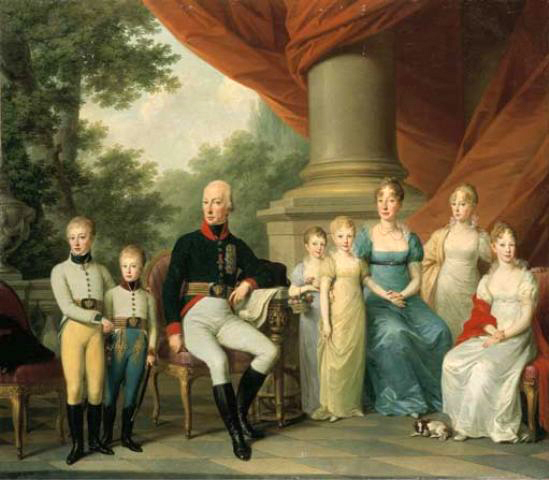
Імператорська сім'я, написана Йозефом Крейцінгером у 1808 році. Марі-Луїза — молода дівчина, яка сидить праворуч.

У 1805 році під час війни Третьої коаліції Наполеон завдав жорстокої поразки австрійській армії в битві при Ульмі. Через місяць французький імператор увійшов до Відня і оселився в Шенбрунні. 13-річну Марію-Луїзу та її братів і сестер відправляють до Угорщини. З міста Офена ерцгерцогиня сподівається, що доля війни буде прихильною до союзників, і пише своїй матері: « Доля схилиться на бік батька, і нарешті настане момент, коли цього узурпатора буде принижено. Можливо, Бог дозволить йому досягти цього рівня, щоб позбавити його, після того, як він наважився, будь-якої втечі».
Але, всупереч її очікуванням, Наполеон переміг у вирішальній битві під Аустерліцем (2 грудня 1805 року). За поразкою був підписаний Пресбурзький мир, який був досить невигідним для Австрії, яка була позбавлена численних територій (головним чином Венето, Далмації, Тіролю та Форальберга), а незабаром після цього, у 1806 році, припинила своє існування Священна Римська імперія. Переможена Австрія була ізольована.
13 квітня 1807 року імператриця Марія Терезія померла у віці 35 років після народження своєї дванадцятої дитини, мертвонародженої доньки. Імператор Франциск, який у віці 39 років вдруге овдовів, шукав собі нову дружину. У січні 1808 року він одружився зі своєю 19-річною кузиною Марією-Луїзою де Габсбург-Лотарингія-Есте, відомою як Марія-Людовіка, дочкою покійного ерцгерцога Фердинанда і Марії-Беатріс Моденських, які були вигнані французькими військами зі свого герцогства Модена і жили у вигнанні у Відні.
Марі-Луїза, яка всього на чотири роки молодша за свою мачуху, стає її подругою, і їхні стосунки посилилися. Імператриця Марія-Людовіка, яка через слабке і слабке здоров'я не може мати дітей, вважає дітей свого чоловіка своїми. Про Марію-Луїзу, каже вона: «Не думаю, що я могла б любити її більше, ніж якби носила її в своєму лоні, і до того ж, вона заслуговує на це, тому що її характер в основі своїй добрий».
У 1809 році війна між двома імперіями поновилася, Австрія хотіла скасувати Пресбурзький мирний договір. І цього разу, незважаючи на подвиги ерцгерцога Карла, Наполеон показав себе як найвправнішого стратега, і війна обернулася йому на користь. 4 травня імператорська сім'я знову втекла з Відня, який 12 травня вдруге був окупований французами. З Офена 17-річна Марі-Луїза пише батькові: «ми живемо в постійному страху, не знаючи, чи кожен новий день приносить нам радість чи горе».
Коли наполеонівські війська наближалися, австрійські ерцгерцоги були змушені залишити місто та сховатися далі на схід, в Егері, де імператриця Марія-Людовіка взяла на себе опіку над вихованням своїх дітей у законі, яких вона підбурювала до ненависті до Наполеона. Вона зачитує питання, на які невістка має відповісти вголос: «Хто ворог нашого щастя? Імператор французів. А хто він? Лиходій. Скільки у нього натур? Дві: людська і диявольська. Від кого походить Наполеон? Від гріха». 6 липня 1809 року Наполеон виграв битву під Ваграмом, і Австрія капітулювала; за цією поразкою послідував Шенбруннський мир, який виявився принизливим для Австрії.

### Весілля за посередництвом у Відні

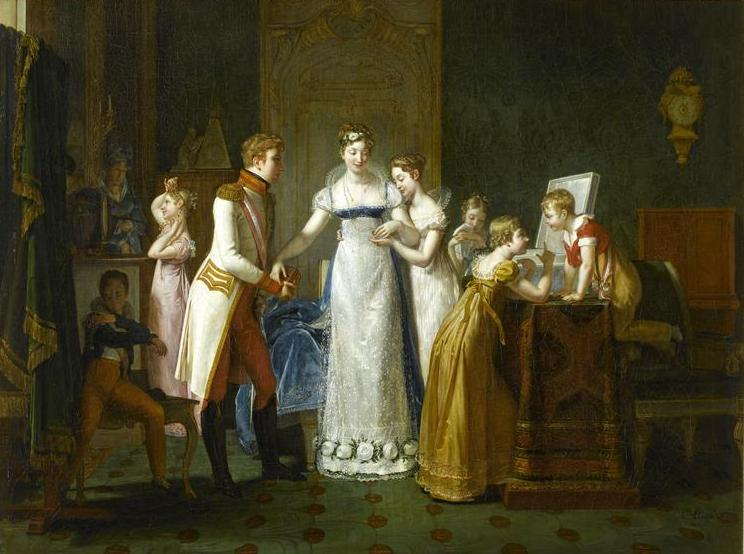
Прощання Марії-Луїзи з родиною, художник Полін Озу, 1812 рік.

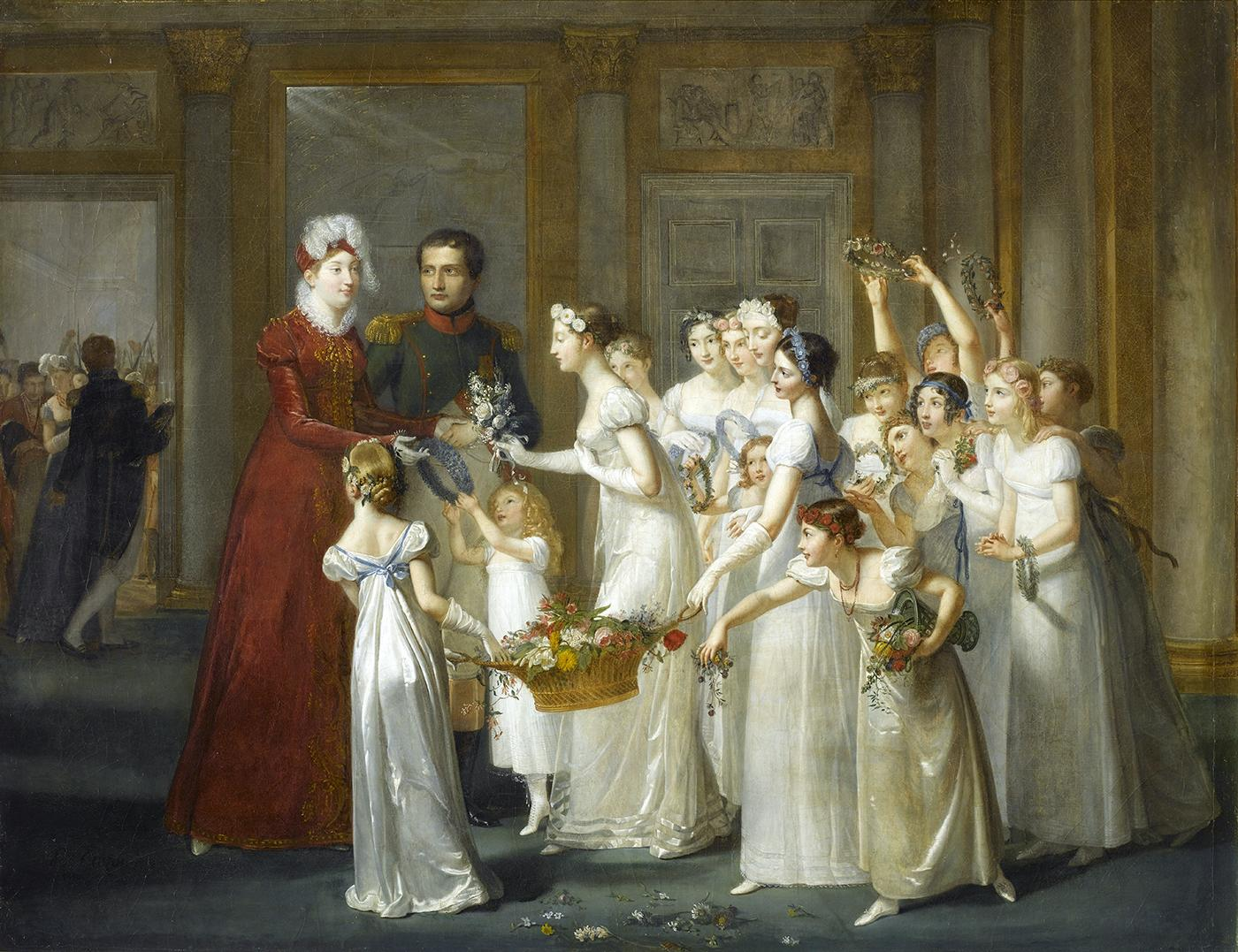
Прибуття Марії-Луїзи в Комп'єнь, художник Полін Озу, 1812 рік.

20 грудня 1809 року Наполеон I розлучився з Жозефіною де Богарне, оскільки вона не народила йому дітей. Сумніви щодо власної стерильності зникають: у нього справді є син від Елеонори Денуель де Ла Плень, а Марія Валевська також чекає від нього дитину. Після спроби вбивства він жадає заснувати династію і мати законних нащадків. Тому він швидко прагне одружитися повторно.
Після виключення французьких кандидаток список очолюють Велика княгиня Анна Павлівна Романова, 14 років, сестра російського царя Олександра I, і ерцгерцогиня Марія-Луїза, 17 років, донька імператора Австрії. Засмучений відсутністю ентузіазму з боку російського двору та переконаний дипломатичною діяльністю графа Меттерніха, який боявся союзу між Парижем і Москвою і переконав Франциска II віддати свою дочку своєму ворогові, Наполеон вирішує відмовитися від Російського альянсу.
18-річна Марія-Луїза, яка ніколи не була поінформована про переговори по офіційних каналах, 23 січня 1810 року писала своїй подрузі Вікторуар: «Я знаю, що у Відні вже бачать мене одруженою з великим Наполеоном, тому я сподіваюся, що цього не станеться, і я дуже вдячна Вам, дорога Віктуар. З цього приводу я хотіла б сказати, що сподіваюся, що цього не станеться, і думаю, що я була б єдиною, хто б цьому не раділа».
Наполеон приймає пропозицію імператора Австрії, якого він примусив до миру після важкої перемоги під Ваграмом. Цей шлюб також має на меті заспокоїти відносини між Францією та Австрією, які пережили 18 років війни. «Я одружуюсь з утробою!» не дуже елегантно сказав Наполеон. Ці кроки були зроблені через австрійського посла в Парижі Шарля Філіпа де Шварценберга, а офіційний запит був зроблений 7 березня у Відні представником Наполеона Луї-Александром Бертьє, принцом Невшательським, чоловіком принцеси Баварії, а нещодавно принцом Ваграмом. Коли Меттерніх офіційно інформує ерцгерцогиню про своє майбутнє одруження, Марія-Луїза скаржиться своєму батькові, який виправдовується тим, що угода була укладена його міністрами, а він нічого про це не знав, однак малоймовірно, що переговори велися без його відома. Потім Марі-Луїза погоджується на «жертву заради щастя держави» хоча вона ненавидить цього «корсиканського огра».

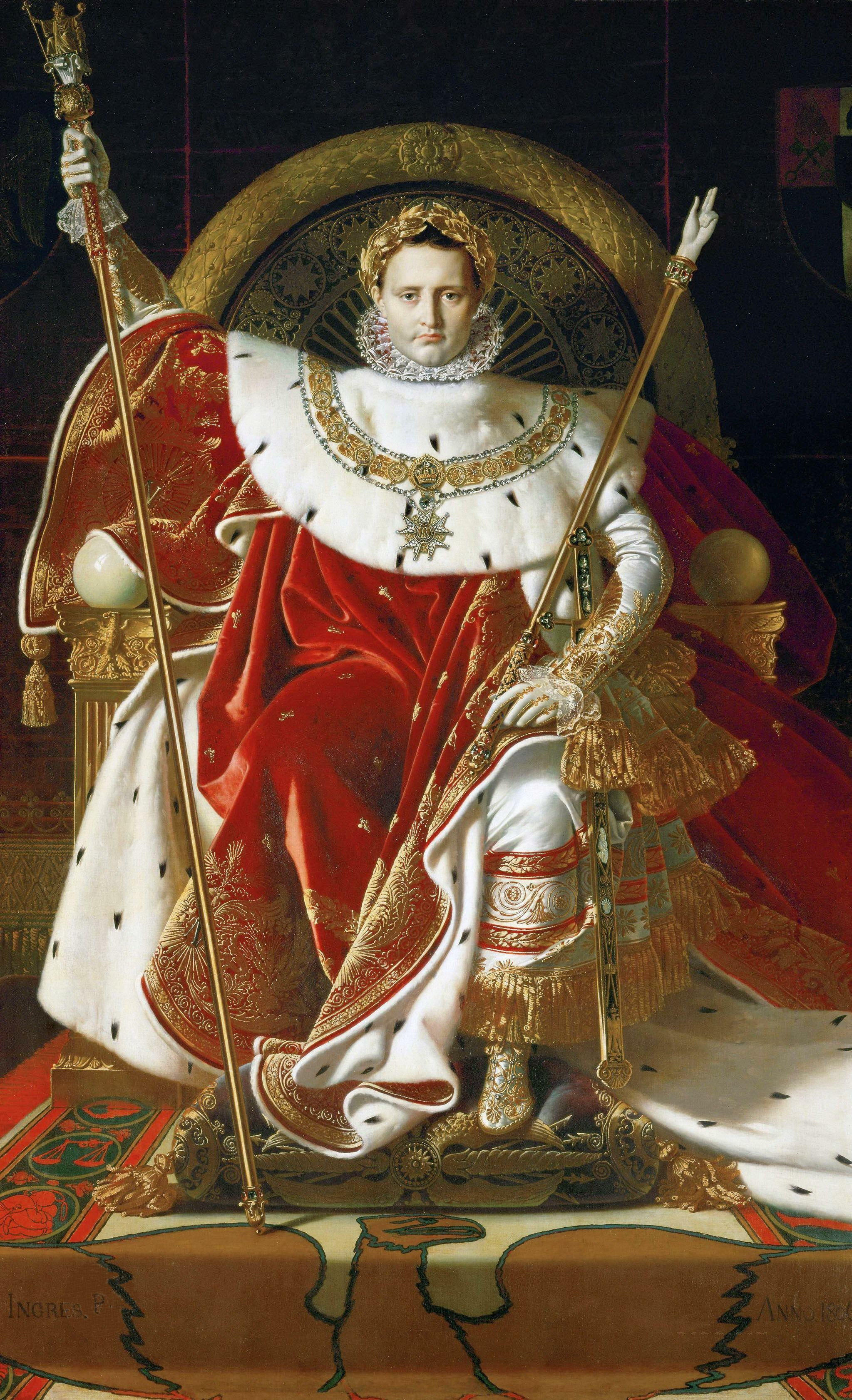
Французький імператор у 1806 р.

Шлюб уперше був укладений за довіреністю в церкві августинців у Відні 11 березня 1810 року, як того вимагали традиції Старого порядку і, зокрема, те, що застосовувалося до шлюбу Марії-Антуанетти Австрійської. Свідком Наполеона став його колишній ворог ерцгерцог Карл, дядько Марії-Луїзи та колишній командувач австрійськими військами, які протистояли Наполеону під Есслінгом, але зазнали поразки під Ваграмом. Архієпископ Відня дає благословення на весілля та благословляє дванадцять обручок, оскільки не було відомо окружності пальця Наполеона.
Марія-Луїза залишає Відень 13 березня. Великий обряд «доставка дружини» призначений на 16 березня поблизу Браунау. Наполеон хотів, щоб церемонія відповідала протоколу, який використовувався сорок років тому для Марії-Антуанетти. Молода австрійська принцеса послідовно проходить через три невеликі тимчасові дерев'яні кімнати (австрійську кімнату, нейтральну кімнату та французьку кімнату). У першій вона роздягається; у другій вона одягається в одяг, привезений французьким імператорським двором, і її зустрічає молодша сестра Наполеона, королева Неаполя Кароліна Бонапарт; у третій, вона стає справді француженкою, переходячи до Баварії, союзниці Франції.
Прийоми на його честь відбулися в Страсбурзі і Нансі, зустріч з імператором запланована в Суассоні 28 березня. Нетерплячий імператор не витримав і пішов зустрічати карету в Комп'єні, куди вона прибула 27 березня о 21:30. Потім Марі-Луїзу постають перед судом. Наполеон вирішує порушити протокол: того ж вечора він хоче мати зі своєю новою дружиною статевий акт. Перед цим він запитав єпископа Нантського, чи шлюб за дорученням у Відні дає йому права чоловіка над своєю дружиною. Отримавши позитивну відповідь, він вирішив злягатися перед церемонією в Парижі. Перевіривши наміри нареченої, Наполеон доручає своїй сестрі Кароліні коротко повідомити роль жінки в цю ніч. Пізніше Наполеон згадує цю ніч під час свого заслання на острові Ельба: «Я підійшов до неї, і вона зробила це, сміючись. Вона сміялася всю ніч». Наступного ранку, щасливий, він прослизає до свого ад'ютанта Саварі: «Любий, виходь одружуйся з німкенею, вони найкращі жінки в світі, милі, добрі, наївні і свіжі, як троянди!».

### Офіційне весілля в Луврі

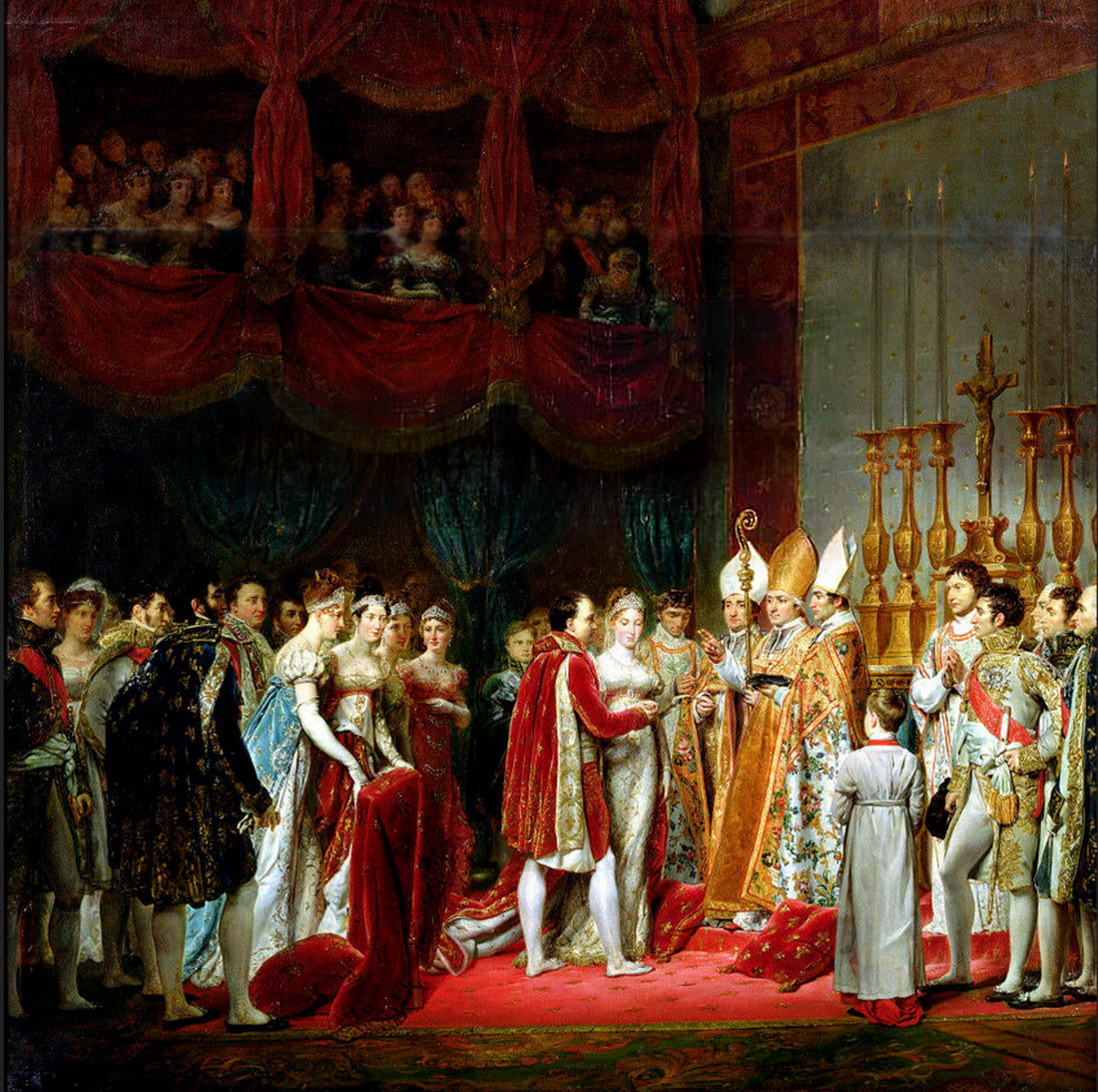
Релігійне вінчання Наполеона та Марії-Луїзи в салоні Карре Лувру, художник Жорж Руже.

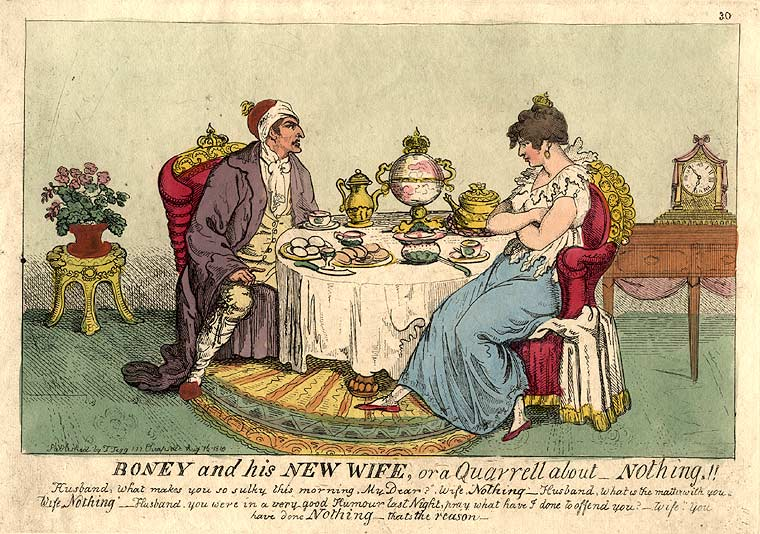
Боні та його нова дружина (англійська карикатура).

1 квітня 1810 року у Великій галереї замку Сен-Клу відбулося святкування Громадянського шлюбу в присутності двору та імператорської родини. Наполеон спочатку думав одружитися у Версалі, але обрав палац, де в 1799 році здійснив державний переворот, проголосивши себе Першим консулом Республіки. Через п'ять років, знову в Сен-Клу, він був призначений імператором. Під час церемонії відбувається перший розкол в Колегії кардиналів: шістнадцять кардиналів беруть участь у весільній церемонії, тринадцять відмовляються.
У понеділок, 2 квітня 1810 року, Париж пишно вітав Марі-Луїзу під макетом Тріумфальної арки Етуаль в натуральну величину. У віці 40 років, одягнений у свій імператорський костюм, Наполеон одружився з 18-річною ерцгерцогинею Австрії Марією Луїзою у квадратній вітальні Лувра, перетвореній з цієї нагоди архітектором П'єром Фонтеном у каплицю. Вінчання освячено дядьком імператора, кардиналом Фешем.
Розрив із духовенством став більш очевидним, оскільки крім відсутності тринадцяти кардиналів до тих, хто не хотів бути присутнім на весіллі, приєдналися ще троє. Наполеон все ще перебуває під відлученням, яке отримав у 1809 році, і вони вважають його «двоєженцем» через відсутність ратифікації Папою Пієм VII його розлучення з Жозефіною де Богарне. Наполеон був незадоволений цією акцією і наказав помістити непокірних кардиналів під нагляд поліції в провінціях. Невдоволення торкається і суду: шлейф «австрійки» на прізвисько Марія-Луїза, як називали Марію-Антуанетту в минулому. Імператриця не знає, що про неї вже так говорять у всьому Парижі: бонапартисти віддавали перевагу Жозефіні, республіканці ненавиділи її як племінницю обезголовленої королеви, монархісти не вибачили надання цим шлюбом певної легітимності родині Бонапартів. Марія-Луїза далека від підозри, яку ворожнечу породив її шлюб.
Святкування важливі і дуже дорогі. Йоганн Непомук Гуммель створив Весільну кантату (22 частини) для солістів, оркестру, австрійського та французького хорів. Феєрверки Руджері осяяли небо Парижа. Випущені на Єлисейських полях «від площі Згоди до Етуальського бар'єру», вони викликали загальне захоплення. Дванадцять буфетів займають Кур ля Рейн, а біля Єлисейських полів протягом двадцяти чотирьох годин б'ють фонтани. Потім протягом трьох тижнів подружжя провело свій медовий місяць у бельгійських і голландських провінціях, колишніх австрійських територіях, в яких нову імператрицю зустріли тепло.

## Чотири роки спільного життя з Наполеоном (1810—1814)

### Життя імператриці

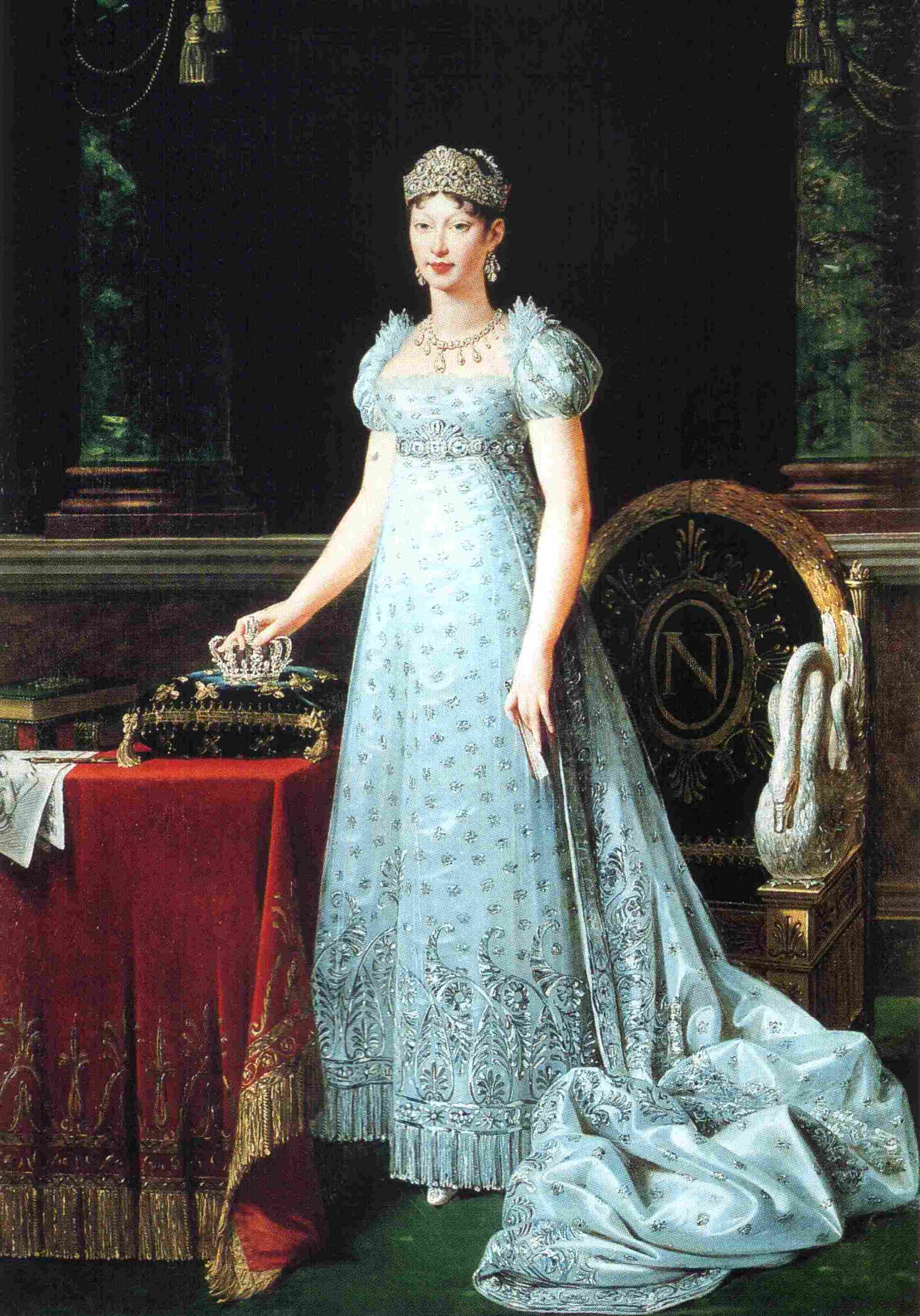
Марія-Луїза, імператриця Франції. Портрет Робера Лефевра.

Наполеон швидко закохався в Марію-Луїзу, шляхетністю походження та чеснотами якої він захоплювався. Марія-Луїза виявляється ідеальною дружиною для імператора, вона з дитинства привчена до покори, вона побожна, ласкава і не втручається в політичні справи. Марія-Луїза — це «смачна дитина», вона неофіційно розмовляє зі своїм чоловіком, на велике здивування придворних, і називає його «Нана» або «Попо». Меттерніх намагався вплинути на імператрицю, щоб здійснити певний контроль над її чоловіком і схилити його до проавстрійської політики, але Марія-Луїза відмовилася.
Незважаючи на те, що її цінує імператор, Марія-Луїза для французів є новою «австрійкою». У своїх листах до батька вона каже, що щаслива, але інколи показує певну гіркоту. Поет Ламартін говорить про це як «статуя північної меланхолії, покинута посеред французького табору, посеред бойових дій».
У Тюїльрі для неї зарезервовано чотири кімнати, в яких під час Французької революції жила Марія-Антуанетта. Марія-Луїза в цій країні не почувається спокійно і, як вказує Наполеон у своїх мемуарах, «вона завжди боялася опинитися серед французів, які вбили її тітку». Імператриці не подобається атмосфера двору і все це коло самовдоволених і поступливих шляхтичів. У своєму щоденнику вона пише: «Мені не подобається, коли мені лестять у моїй присутності, особливо коли похвала неправдива, наприклад, коли мені кажуть, що я красива». Проте Марія-Луїза завела подругу — свою першу фрейліну, герцогиню Монтебелло, нещодавно вдову маршала Ланна.
Придворні швидко зневажають імператрицю: Марія-Луїза дуже сором'язлива, не має чарівності та безтурботності імператриці Жозефіни і, на відміну від останньої, віддає перевагу інтимності свого приватного життя, а не паризькому суспільству. Жінка XIX століття, а Жозефіна — жінка з XVIII століття, Марія-Луїза була задоволена тим, що грала роль першої леді поряд зі своїм чоловіком, демонструючи чесне та слухняне ставлення, засвоєне у дворі Відня.

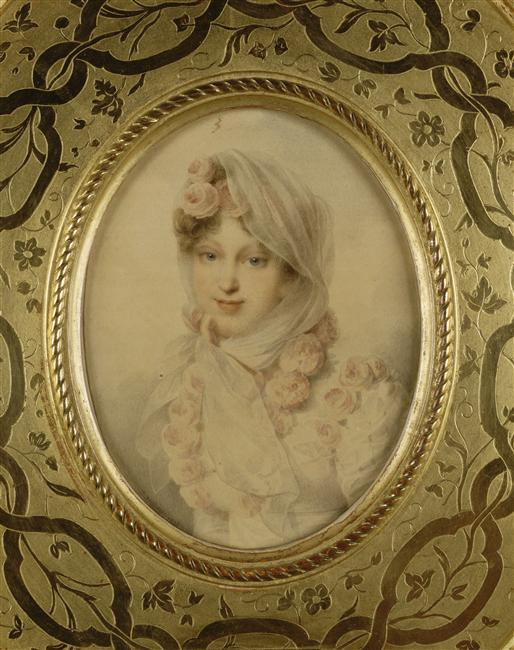
Імператриця Марія-Луїза. Мініатюра Жана-Батіста Ісабе.

Молода імператриця швидко вступила в конфлікт з корсиканським кланом Бонапартів, які до неї виявляли таку ж ненависть до Жозефіни. Якщо мати Наполеона, Марія Летиція Рамоліно, задовольнялася тим, що кидала презирливі погляди на недосвідчену молоду жінку, то її дочки подбали про те, щоб висміяти її при дворі. Єдиною людиною, з якою вона мала хороші стосунки, була Гортензія Богарне, королева Голландії. Щодо Жозефіни, то Марія-Луїза боїться її і не бажає з нею зустрічатися. Ці дві імператриці дуже різні, і сам Наполеон порівнює їх: «З однією — Жозефіною — все було мистецтвом і грацією, з іншою — Марі-Луїзою — уособленням невинності», Жозефіна залишилася «завжди більш-менш далеко від істини» поки Марія-Луїза «не вміє фальшивити і ніколи не відходить від правди». Ще одна велика різниця між ними стосується сум витрат на сукні та прикраси: Жозефіна навіть перевершує Марію-Антуанетту, яка вже славилася своєю екстравагантністю, і, наприклад, між 1804 і 1806 роками вона витратила 6 647 580 франків. Марія-Луїза завжди залишається нижче наданих їй 500 000 франків.
В особистому житті імператриця присвятила себе діяльності, якою були наповнені її дні у Відні і яку цінував Наполеон. Продовжує займатися вишивкою та шиттям; гра на інструментах залишається одним із її улюблених занять, і вона присвячує себе арфі, клавесину та фортепіано. Фердінандо Паер дає їй уроки співу, а Марі-Луїза допомагає йому в Парижі з кар'єрою: у 1812 році став директором Італійського оперного театру та театру імператриці. Пруд'он та Ізабей — її вчителі малювання. Читання є важливим хобі, але це також інструмент для навчання та освіти. Незважаючи на критику, вона любить читати твори Шатобріана: Атала, Рене і Геній християнства. Також вона присвячує себе, хоча й з більшими застереженнями, читанню більш легковажних текстів, таких як тексти мадам де Женліс і Рестіфа де ла Бретона, чиє типово французьке кокетство їй не подобається.
Марі-Луїза надає великого значення їжі та була гурманкою. Вона любить грати в більярд, гуляти в Єлисейських садах і їздити верхи в Сен-Клу. Полювання її не захоплює, вона тільки їздить за ними в кареті. Щодо Версаля, то він розділений: їй подобається парк Малий Тріанон, який нагадує їй Лаксенбург, але атмосфера здається їй пройнятою пізньою Марією-Антуанеттою. Виросла в побожній атмосфері Відня, Марія-Луїза ходила на месу по неділях і на різні релігійні свята. У межах дозволеного чоловіком і під суворим контролем державного апарату вона займається також благодійністю.

### Народження Айглона та перше регентство

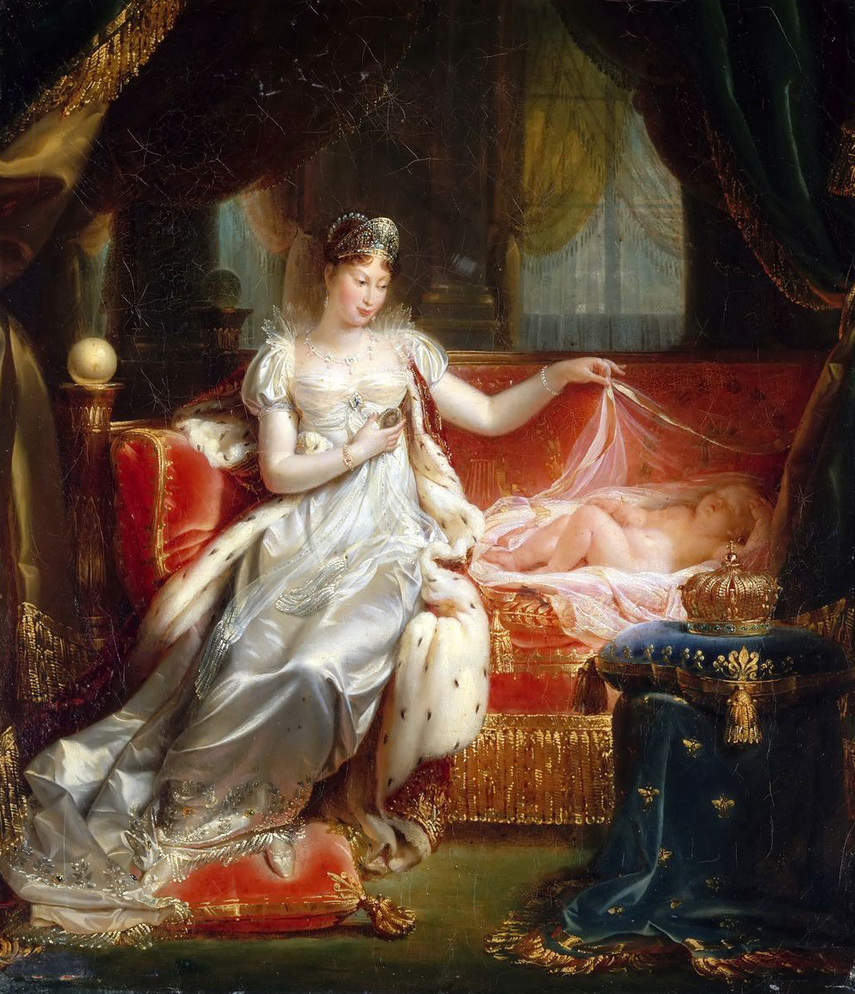
Імператриця Марія-Луїза спостерігає за сном короля Риму (Франк Джозеф, 1811).

У липні 1810 року, через три місяці після першої ночі, проведеної в Комп'єні, Марія-Луїза написала батькові, що вагітна. Вагітність особливих проблем не викликає, титул дитини вже обраний: король Риму, якщо це хлопчик, принцеса Венеції, якщо це дівчинка — небажано. Ускладнення виникають під час пологів, які тривають дванадцять годин: імперський етикет, який забороняє присутність акушерки, це призначений акушер доктор Антуан Дюбуа, який обслуговує без початкової допомоги особистого лікаря імператора Жана-Ніколя Корвізара, який пішов спати. Через те, що плодовий міхур тріснув, життя дитини та матері було під загрозою. Тоді доктор Дюбуа запитав Наполеона I, кого врятувати у разі небезпеки. Тоді Наполеон сказав, що врятувати матір як пріоритет: «Ну ж бо, не втрачайте голову: рятуйте матір, думайте тільки про матір… Природа не має законів, мсьє: поводьтеся так, ніби вона дівчина середнього класу з вулиці Сен-Дені. Поводьтеся так, ніби чекаєте на сина шевця» відповів імператор Дюбуа, всупереч звичаю, який полягає в порятунку дитини, що рівнозначно порятунку австрійського союзу, Наполеон думав, що Марія-Луїза зможе дати йому інших спадкоємців. Дюбуа, який закликав Корвізарта, особливо повинен використовувати «арматуру» (щипці), бо дитина народжувалася через ноги, що змушувало Марію-Луїзу кричати. Так о 9:15 ранку 20 березня 1811 року народився довгоочікуваний спадкоємець Наполеон Франсуа Карл Жозеф Бонапарт, король Риму, але «не подаючи жодних ознак життя». Корвізарт прибув на місце і знайшов дитину, покладену вбік на підлогу, Дюбуа піклувався лише про матір. Корвізарт почав розтирати дитину, і через сім хвилин вона нарешті закричала. Марія-Луїза дуже страждала, і лікарі відмовляли її від подальшої вагітності, через що імператриця ще трохи замикалася у своїх апартаментах. Новонародженого швидко довіряють його гувернантці пані Монтеск'ю.

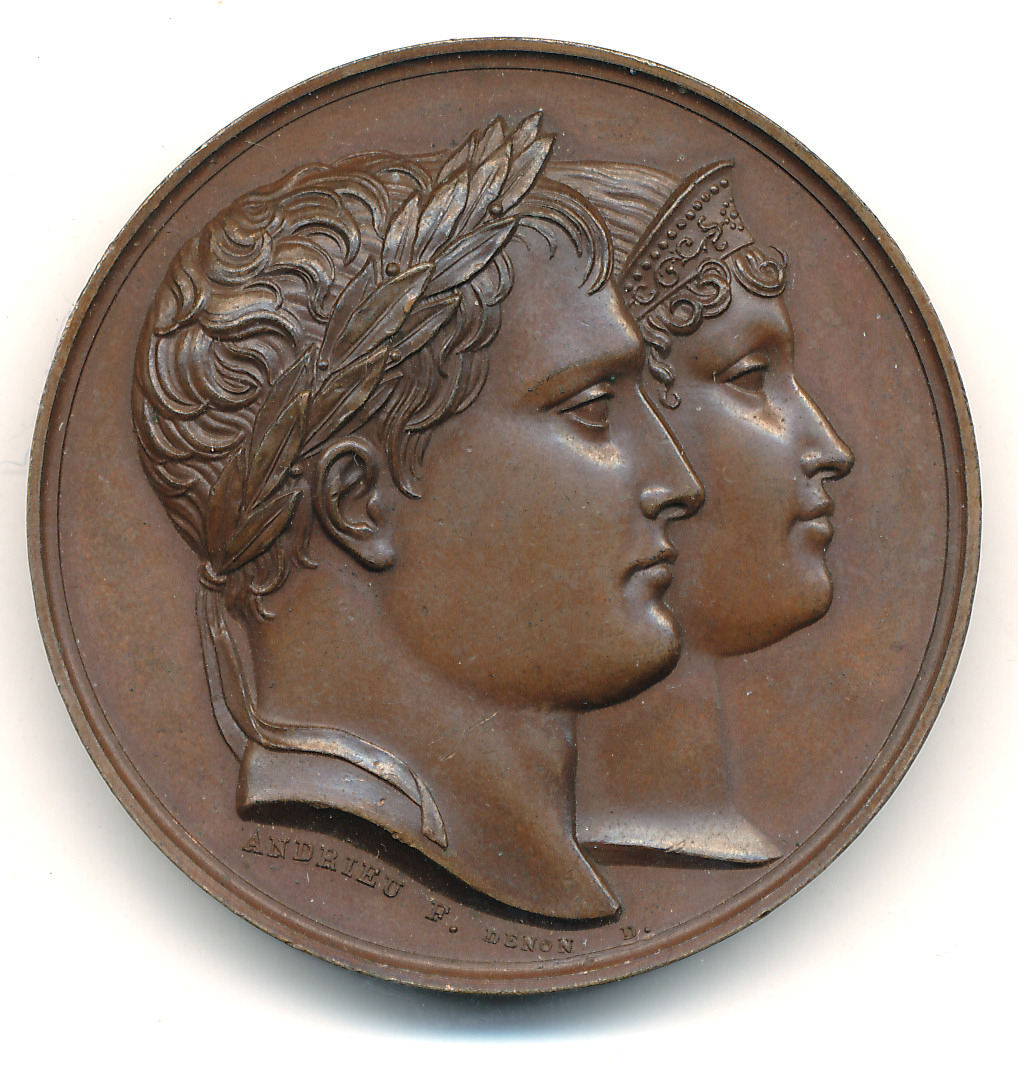
Медаль, вигравірувана Андріє на честь народження короля Риму

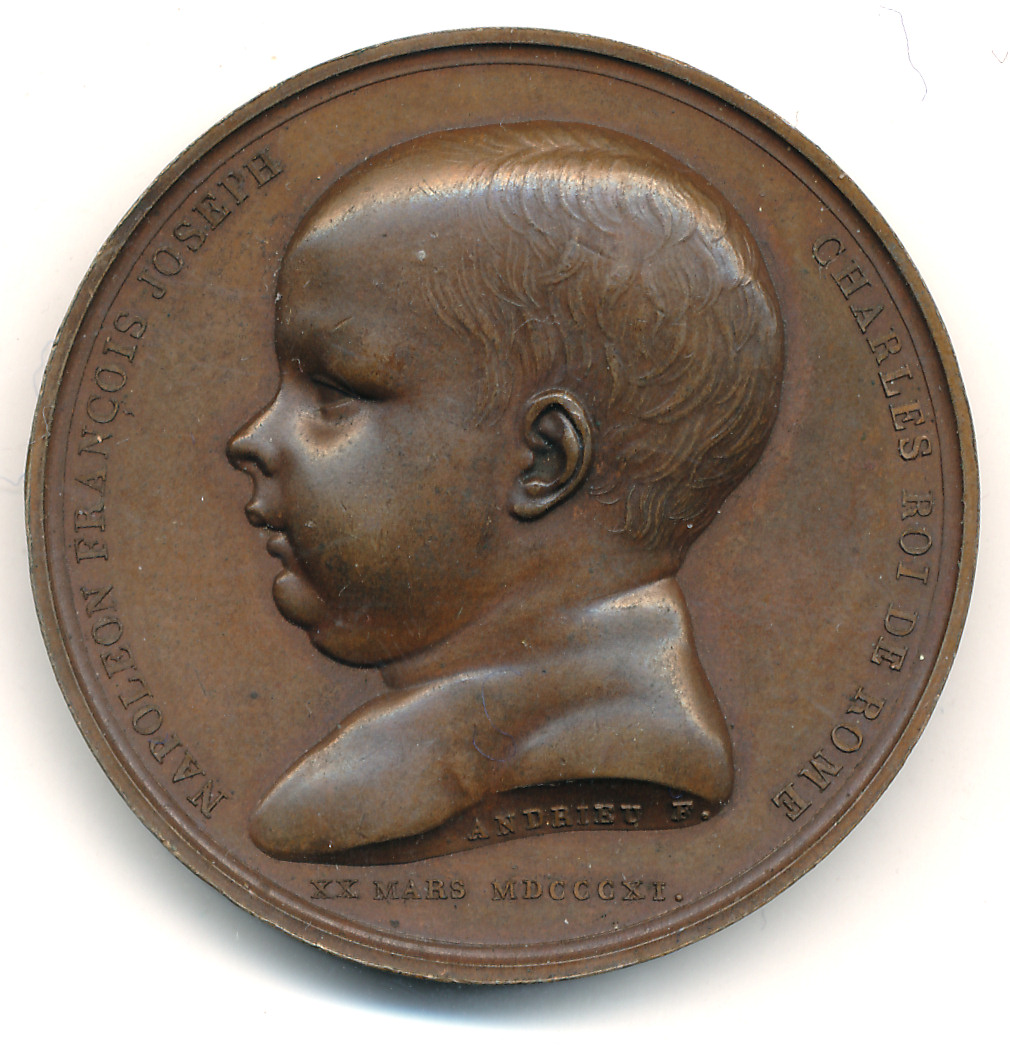
Реверс медалі із зображенням дитини

9 червня 1811 року в соборі Паризької Богоматері було хрещено Наполеона Франсуа Карла Жозефа. Його імена вшановують його батька, його діда по материнській лінії, його дядька, Жозефа Бонапарта та його діда Карла Бонапарта. Його хрещеними батьками є герцог Тосканський Фердинанд III (представляв імператора), Марія Летиція Рамоліно, Жозеф Бонапарт і Гортензія де Богарне. Саме графиня Софі Вілен XIIII тримає дитину на купелі для хрещення. Марія-Луїза, як і багато інших суверенів до неї, не може безпосередньо піклуватися про дитину. Насправді Наполеон вже спланував її навчання та освіту, його дружина тримається осторонь. Вона довірилася одній зі своїх леді: «У мене крадуть мого сина, мою найдорожчу дитину, я так хотіла б мати можливість колисати його, гуляти з ним, показувати його самому імператорові… Я впевнена, що в Австрії я б мала дозвіл проводити кожен день з моїм сином…».
У травні 1812 року Наполеон вирушив у російський похід. Марія-Луїза слідує за ним до Дрездена, де вона може зустрітися зі своїми батьком і мачухою. Поки Наполеон продовжує свою подорож, яка приводить його до катастрофи, з червня по липень Марія-Луїза може подорожувати територіями імперії свого батька. 18 липня вона повернулася до Парижа. Протягом усієї експедиції імператор і імператриця обмінювалися численними листами і підтримували постійний зв'язок. Жовтнева спроба державного перевороту генерала Малета розлютила Наполеона I: нікому не спало на думку кричати «Імператор мертвий. Хай живе імператор». Тільки Марія-Луїза, сповіщена князем Альдобрандіні, думала про порятунок короля Риму. 19 жовтня 1812 року почався відступ з Росії, поки в Парижі Марія-Луїза все більше хвилювалася: якби Наполеон помер, вона стала б регентшею від імені свого сина. 18 грудня, перед північчю, прибув Наполеон.
1813 рік ознаменувався вступом Пруссії у війну разом з Росією та Англією. Наполеон зробив усе можливе, щоб переконати Марію-Луїзу втрутитися у справи віденського двору.
5 лютого було прийнято положення про регентство без конкордату, від якого Пій VII зрештою відмовився, а 30 березня Марію-Луїзу було названо регенткою імперії, хоча до того часу вона дотримувалася відсторонення від справ. 15 квітня Наполеон вирушив до Німеччини. Регентство було для імператриці тягарем, хоча її роль була лише представницька. Фактично всі рішення приймає Наполеон і виконує його найближче оточення: Жан-Жак-Режі де Камбасерес, Шарль-Франсуа Лебрен, Жозеф Бонапарт, Шарль-Моріс де Талейран-Перігор і Анн Жан-Марі Рене Саварі.
Офіційними функціями регента є головування в Сенаті, Державній раді, Раді міністрів і Таємній раді. У той же час, підкоряючись настійним проханням Наполеона, імператриця продовжувала шукати допомоги свого батька для війни, але безрезультатно. Австрія зберігає нейтралітет і вважає за краще вести мирні переговори між воюючими державами.
Наполеон не прийняв умови Празького миру і 11 серпня 1813 року Австрія вступила у війну на боці союзників. Імператриця Франції разом зі своїм чоловіком виступає проти власного батька. Після вступу у війну Австрії становище Франції погіршилося. Марія-Луїза все ще була відома як «австрійка», а молодим призовникам віком до 18 років, яких призвали в жовтні, на вимогу Наполеона дали ім'я «Марія-Луїза». Вирішальна битва під Лейпцигом відбулася між 19 жовтня: Наполеон зазнає поразки та 9 листопада повертається до Сен-Клу.

### Друге регентство і розпад імперії

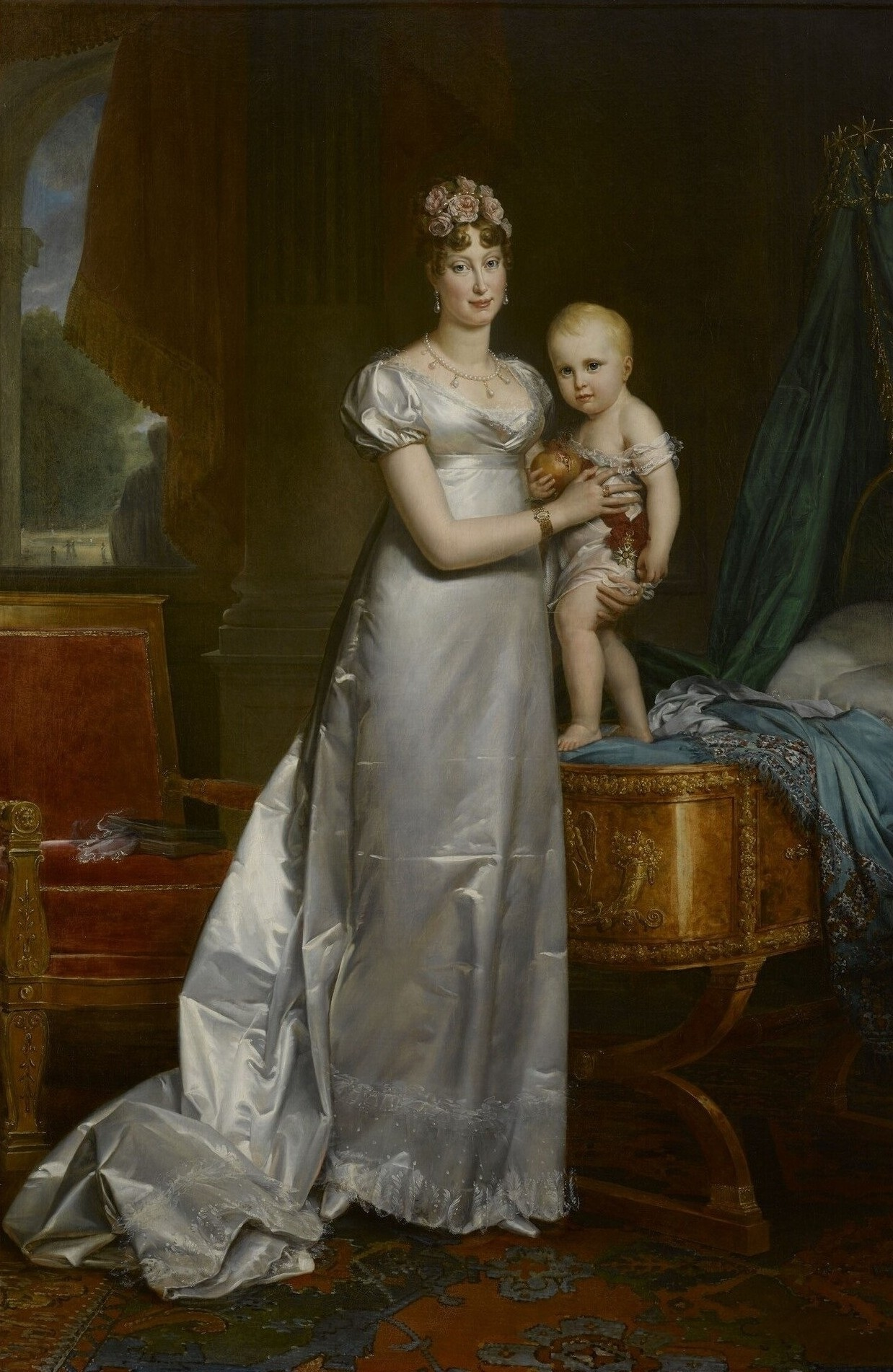
Регентка Марія-Луїза з сином. Франсуа Жерар, 1813 рік.

1814 рік почався не під найкращою егідою, багато хто в країні більше не вихваляли імператора, головним чином через збільшення податків і набір 300 000 чоловіків у листопаді 1813 року. Марія-Луїза, зі свого боку, розчавлена відчаєм, довіряється Гортензії: «Куди б я не пішла, я приношу нещастя. Усі, з ким я мала справу, більшою чи меншою мірою постраждали від цього, і з дитинства я лише втікаю». 23 січня Марія-Луїза була вдруге призначена регенткою. Вранці 25 січня Наполеон прощався зі своїм сином і його дружиною в сльозах, вони ніколи більше не побачать одне одного.
Наполеон знову пропонує своїй дружині написати батькові, щоб він помінявся стороною, але Франсуа непохитний. Нові мирні переговори, які почалися 5 лютого в Шатійон-сюр-Сен, виявилися провальними У своїй якості регентки щоранку Марія-Луїза головує на Раді, виявляючи абсолютну довіру до імператора, хоча вона чергує страхи та надії. У листах, адресованих чоловікові, вона описує складну ситуацію: вона дуже сумна, жінки та діти покидають Париж, картини та скарби Лувру зберігаються в безпеці. 8 лютого Наполеон написав своєму братові Жозефу, якого він призначив генерал-лейтенантом Імперії, що, якщо він помре, імператриця та кронпринц повинні поїхати до Рамбуйє, а не потрапити до рук австрійців: «Я волів би перерізати горло мого сина, ніж побачити, як він колись виросте у Відні як австрійський принц». Марія-Луїза пише своєму чоловікові: «Тепер я хочу лише спокою, далеко від тебе я відчуваю себе такою безпорадною і такою сумною, що цим обмежуються всі мої бажання».
20 та 21 березня Наполеон зазнав поразки в битві при Арсі-сюр-Об і згодом спробував обійти ворога замість того, щоб зупинити його перед Парижем. Союзники послали проти Наполеона 8 000 чоловіків, а 180 000 вирушили на Париж. У місті панував повний хаос, і 28 березня під час Ради військовий міністр Кларк висунув ідею евакуації імператриці та наслідного принца. Інші міністри, Талейран, Шампаньї та Саварі, вирішили, що регент має залишитися в Парижі. Тоді Жозеф втручається, щоб прочитати чіткі накази імператора, написані в листі від 16 березня: якщо неможливо захистити місто, його дружина і син повинні залишити столицю і направитися в бік Луари.
Вранці 29 березня 1814 року імператорська процесія покинула Париж під загрозою на заході з боку козаків, які вже зайняли Нейї-сюр-Сен. Наступного дня Париж капітулював, наслідки поразки були значні для Франції, кордони якої скоротилися до кордонів Республіки. Поїздка імператриці завершилася ввечері 2 травня в Блуа, де продовжували проходити засідання Ради. На четверту річницю їхнього шлюбу, і Марія-Луїза пише Наполеону, який перебуває у Фонтенбло, «Я вірю, що мир поверне мені спокій. Вам дійсно потрібно швидко дарувати дар миру». 3 квітня в Парижі сенат оголосив про усунення імператора «винного у порушенні присяги та нападі на права людей, стягуючи людей і податки всупереч установам». Наполеон просить дружину написати листа його батькові Францу, щоб той захистив її та свого сина. У відповідь вона пише батьку: «Стан речей такий сумний і страшний для нас, що я шукаю притулку у вас для себе і мого сина. Саме в тобі, дорогий отче, я покладаю наше спасіння». 6 квітня Наполеон беззастережно зрікся престолу, і його не змінив Наполеон II, а Марії-Луїзі не було надано регентство. Наступного дня до Блуа приходять новини, а також лист від Наполеона для Марії-Луїзи: «Прощавай, моя добра Луїзо, мені тебе шкода. Напишіть своєму батькові й попросіть його подарувати вам Тоскану. Щодо мене, я хочу тільки острів Ельбу».
Насамперед Марія-Луїза приймає рішення приєднатися до нього у Фонтенбло, а потім дозволяє переконати себе залишитися в Блуа. Вона пише своєму чоловікові, щоб попросити його вказівок, тому що одні просять її піти знайти його, а інші запрошують її приєднатися до свого батька. Наполеон не відповідає, і саме ад'ютант царя та представник французького тимчасового уряду з'являються в Блуа, щоб переконати її виїхати до Орлеана. У місті були конфісковані її цінності, не тільки державне майно, а й подарунки чоловіка. Марія-Луїза налякана, вона боїться, що закінчить, як Марія-Антуанетта, і вона пише Наполеону, що у неї гарячка, що вона кашляє кров'ю і що їй потрібна допомога. 11 квітня Наполеон написав їй і повідомив про рішення, прийняті союзниками: його відправлять на острів Ельба, а її та сина до Парми, тоді як він волів би, щоб вона отримала Тоскану, щоб вона могла приєднатися до нього назавжди на острові Ельба. 12 квітня, перед від'їздом, вона передала частину коштів, що залишилися, надісланому Наполеоном скарбнику Гійому Пейруссу. Марія-Луїза не пішла за чоловіком у вигнанні і 16 квітня зустріла свого батька в Рамбуйє.

## Відмова від заслання разом з Наполеоном

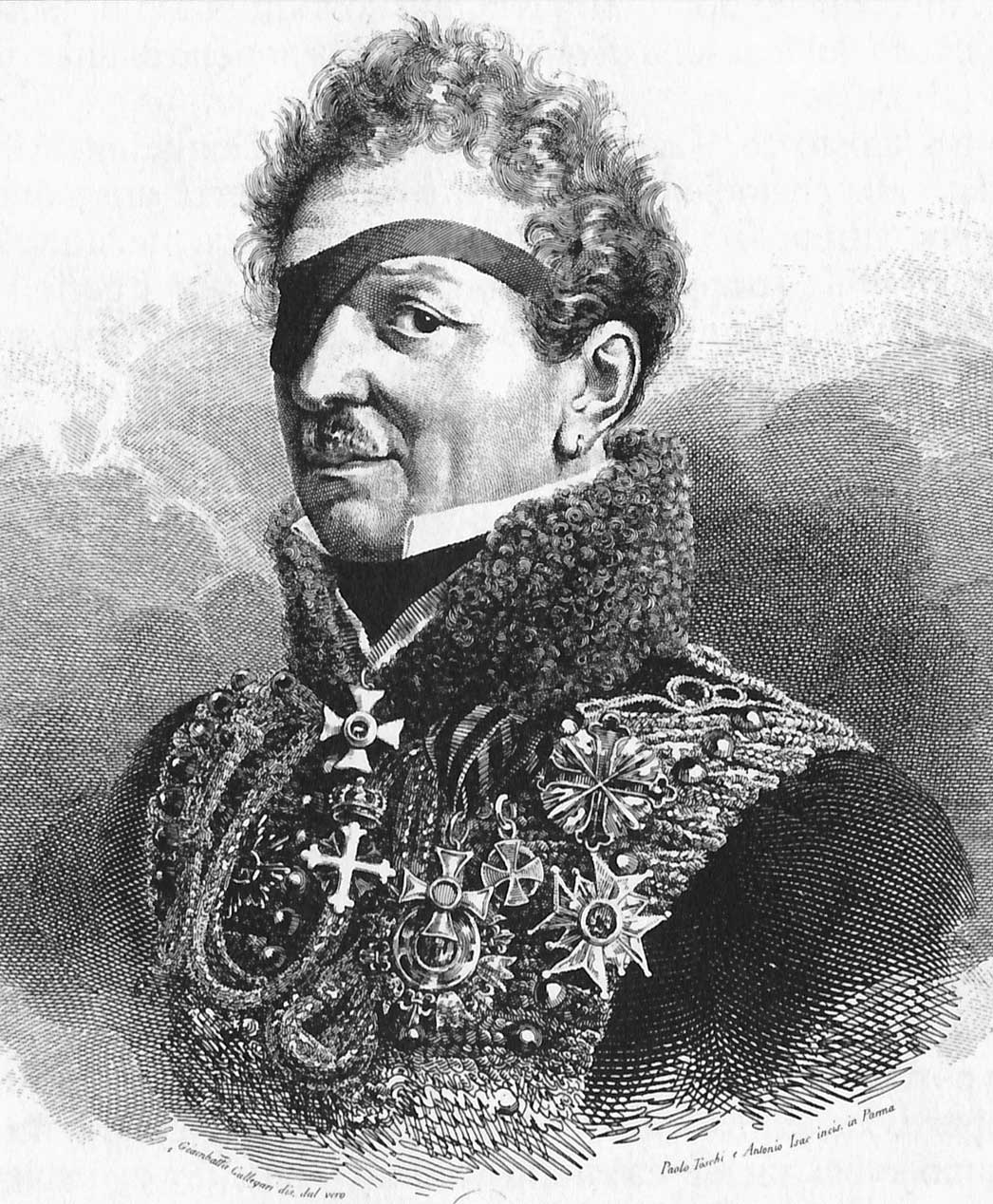
Граф Адам Альберт де Нейпперг, другий чоловік Марії-Луїзи.

Франциск бере на себе роль опікуна, яку французький імператор виконував протягом чотирьох років. 23 квітня 1814 року розпочалася зворотна подорож Марії-Луїзи до Австрії. 2 травня вона перетнула Рейн і покинула Францію. У своєму щоденнику вона пише: «Я бажаю добра бідній Франції. Що вона може насолоджуватися спокоєм, якого вона так довго потребувала, і що вона час від часу відчуває трохи співчуття до людини, яка залишається до неї ніжною і яка шкодує про свою власну долю та друзів, яких вона мала».
Протягом решти поїздки стан її здоров'я помітно погіршився: вона все більше і більше втрачає вагу, у неї постійно гарячка і вона хоче «спокою, який можна знайти тільки в могилі». В Австрії воно поступово починає відновлюватися. Згодом вона думала, що знайде підтримку у Відні, королівстві Парма та кілька разів на острові Ельба з чоловіком.
У Відні Марію-Луїзу спочатку зустріли з великими проявами прихильності. Однак вона все одно має намір приєднатися до імператора на його острові, пише йому: «Я втішаю себе тим, що ти іноді думаєш про мене, але чи не варто мені хотіти [щоб ти міг] забути мене; ти не мав би жодних турбот, поки я, мучившись, люблячи тебе ніжніше, ніж будь-коли, проводжу цілі дні в розпачі, не бачивши тебе».
Незабаром після цього її спокій починає турбувати громадську думку та її родину, оскільки вона, здається, засмучена нещастям свого чоловіка. У липня 1814 року Франц I надав Марії-Луїзі відпустку в курортному місті Екс-ле-Бен; потім її супроводжує генерал, якому її батько цілком довіряє, Адам Альберт де Нейпперг. Справжня мета цієї місії — зробити все, щоб імператриця не приєдналася до Наполеона. Нейпперг, який чудово розумів, казав: «Через шість тижнів я стану її найкращим другом, а через шість місяців — коханцем». Наприкінці серпня герцогиня Колорно, новий титул Марії-Луїзи, прагнула повернутися до Відня, щоб обговорити своє майбутнє та майбутнє свого сина. Наполеон пише їй, що чекає її на острові Ельба у вересні, але Марія-Луїза не хоче туди їхати, більше того, вона не може поїхати туди без згоди свого батька. Під час зворотньої подорожі через Швейцарію Марія-Луїза висловила почуття любові до Нейпперга, і в ніч на 26 серпня вони стали коханцями. Вона написала мадам де Монтебелло «Чи можете ви уявити, що в останні дні мого перебування в Ексі імператор надсилав мені повідомлення за повідомленням, щоб заохотити мене приїхати й приєднатися до нього […] Я б не поїхала на острів Ельба на даний момент і ніколи б не поїхала». За це французи різко критикували Марію-Луїзу.

## Відень та його конгрес

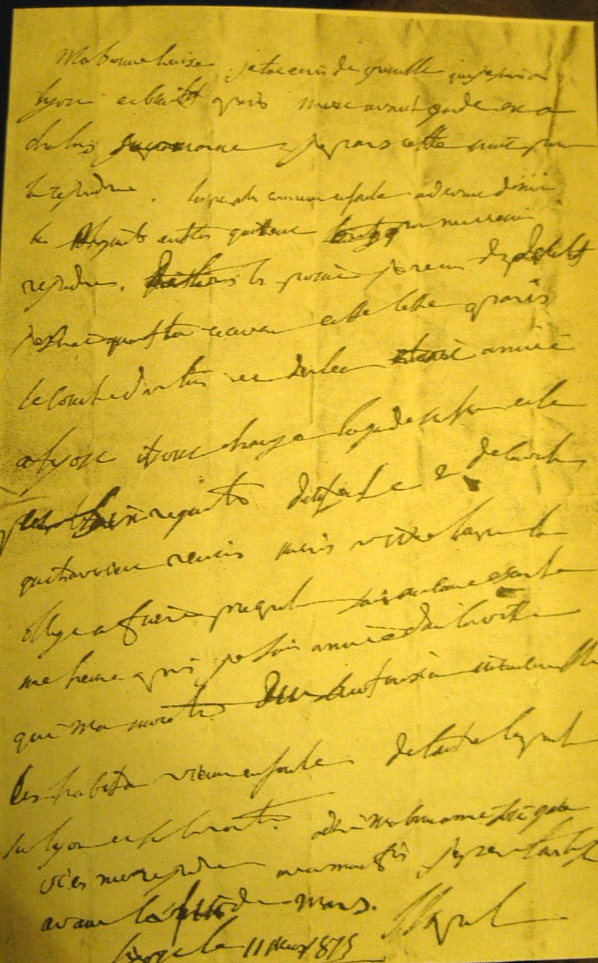
Лист Наполеона до Марії-Луїзи після його повернення з острова Ельба в 1815 році.

Тим часом європейські держави намагалися реорганізувати країни, зруйновані наполеонівськими завоюваннями, і 1 жовтня 1814 року був скликаний Віденський конгрес. Марія-Луїза тримається осторонь від ініціатив Конгресу і веде своє придворне життя в палаці Шенбрунн. Меттерніх захищає свої претензії на Пармське герцогство, які заперечують Бурбони, оскільки Пармське герцогство було у XVIII столітті століття, поперемінно під пануванням Австрії та Іспанії, і обидва претенденти мають таке ж право, що й Єлизавета Фарнезе, племінниця останнього герцога Пармського. 8 березня 1815 року Марію-Луїзу повідомили про втечу Наполеона з острова Ельба: екс-імператрицю мучить страх повернення до Франції. В останньому з трьох листів, написаних Меттерніху, вона заявила, що передає себе під захист свого батька, Франца II.Влада Конгресу негайно оголосила війну Наполеону, і Марія-Луїза сподівалася на його поразку. Її чоловік пише їй, що очікує її в квітні, і звертається з проханням про це до Франца II, але ні імператор, ні його дочка не готові прийняти пропозицію. Зі свого боку, Марія-Луїза тепер переконана у своєму майбутньому в Пармі з Нейппергом, якого відправляють воювати до Італії, і вона пише своєму батькові: «Це було б дуже корисно для мене через еволюцію мого дому, а також тому, що я йому довіряю, і тому, що я хотіла б мати [в Пармі] людину звідси, враховуючи, що я не хочу заводити нових знайомств».
31 травня 1815 року Марія-Луїза була заспокоєна пактом між Австрією, Пруссією та Росією: три великі держави визнали герцогство Пармське за Марією-Луїзою та її сином, після закінчення війни вона також отримала визнання від Англії, Франції та Іспанії. Менш ніж через місяць, 18 червня 1815 року, Наполеон зазнав остаточної поразки в битві при Ватерлоо. 15 серпня 1815 року, коли Наполеон був на шляху до острова Святої Єлени, Марія-Луїза написала своєму батькові: «Я сподіваюся, що до нього ставитимуться з добротою та милосердям, і я благаю вас, дорогий отче, щоб це сталося, це єдине, про що я смію просити для нього, і це останній раз, коли я беру його долю близько до серця, тому що Я завдячую йому своєю вдячністю за тиху безтурботність, у якій він дозволив мені жити замість того, щоб зробити мене нещасною». 17 жовтня Наполеон прибув на остров Святої Єлени. 12 грудня Марія-Луїза відзначила свій двадцять четвертий день народження, і екс-імператриця приєдналася до свого коханця Нейпперга.
Коли Конгрес відновився, Англія, Іспанія та Франція відмовилися надати Парму Марії-Луїзі та її синові, оскільки він вважався символом відродження бонапартизму. Дитина, насправді, становить невелику небезпеку, тому що вона вихована як австрійський ерцгерцог і навіть називається Франц.
Згодом герцогства надаються довічно Марії-Луїзі, але вона не має права забрати свого сина, який не повинен успадковувати герцогство, після смерті Марії-Луїзи воно мало повернутися спадкоємцю Пармських Бурбонів. Вона позбавляється імператорської гідності, яку продовжує носити, проте присудок і отримує титул «Її Величність ерцгерцогиня Марія-Луїза Австрійська, герцогиня Парми, П'яченци і Гуасталли». Її син, чиє майбутнє все ще невизначене, стає його «Світлою Високістю Принцем Пармським».

## Правління

### Становище Пармського герцогства
Після наполеонівського завоювання Пармське герцогство було приєднано до Франції та стало департаментом Таро. 13 лютого 1814 року Парма була зайнята військами австрійського генерала Нугента. За наказом Меттерніха він створив тимчасовий уряд у складі маркіза Чезаре Вентура, графа Філіппо Магавлі Чераті та маркіза Казіміро Мелі Лупі ді Соранья, а маршал Бельгард заволодів герцогством від імені імператора. 27 липня 1814 року регентство було скасовано, а Магавлі призначено прем'єр-міністром. 6 серпня 1814 року Магавлі встановив нову адміністративну систему, розділивши герцогство на два округи, Парму і Гуасталлу, з одного боку, і П'яченцу з іншого. Кожен округ має губернатора і раду, губернатором Парми є Вінченцо Містралі. Ці два округи знаходяться під владою міністра, безпосередньо залежного від Марі-Луїзи, яка має при собі державну раду.
Щоб стежити за інтересами свого сина, Марія-Луїза залишилася у Відні і 31 березня 1815 року вона запросила своїх підданих коритися імператору Франциску, який він скасував 7 березня 1816 року, коли вона вирішила переїхати до Парми.

### Герцогиня Парми, П'яченци і Гуасталла

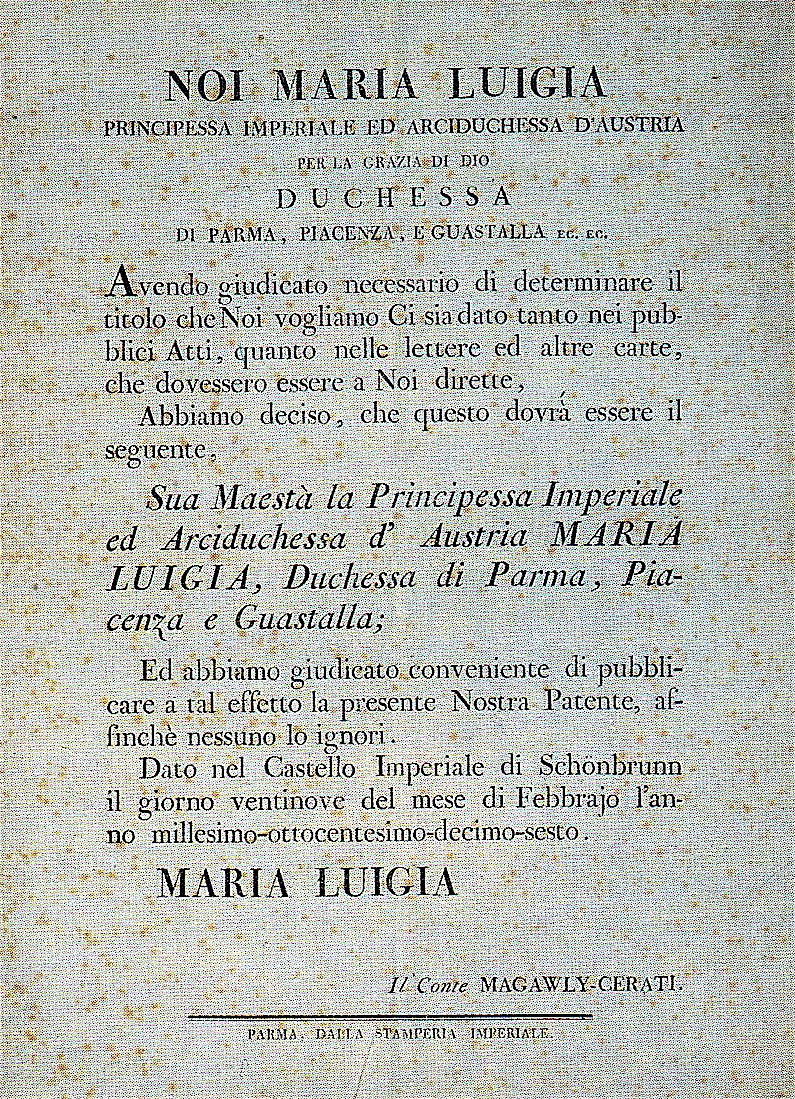
Указ, за яким Марія-Луїза Австрійська італізувала своє ім'я на Марія Луїгія.

Нова герцогиня виїхала до Італії 7 березня 1816 року. Її коханий і довірений чоловік Нейпперг був поруч з нею. Герцогство не відчуває браку підтримки: Ломбардсько-Венеційське королівство управляється безпосередньо Віднем, Великим герцогством Тосканським керує Фердинанд III, один із її найдорожчих дядьків, у Модені править Франсуа IV, брат імператриці Марії-Луїзи, який походить із краю. Її дід Фердинанд I править на троні Неаполя.
Перш ніж панувати своїм новим герцогством, колишня імператриця Франції хотіла італізувати своє ім'я. Після німецького імені Марія Луїза та французького імені Марі-Луїза вона взяла ім'я Марія-Луїджа, яке оприлюднила своїм указом від 29 лютого 1816 року. Офіційне вступ до герцогства відбувається 18 квітня. Незабаром після цього вона написала батькові: «Люди зустріли мене з таким ентузіазмом, що в мене навернулися сльози». Її першим пунктом призначення був герцогський палац Колорно, її майбутня літня резиденція. Наступного дня вона вирушила до Парми.
Марія-Луїза насправді не переймається політикою: Нейпперг, її перший дворецький і міністр закордонних справ, керує герцогством, підкоряючись директивам Меттерніха. 27 грудня 1816 року Марія-Луїза усунула пост прем'єр-міністра, Маґавлі був змушений піти у відставку і герцогиня задовольнялася представницькими функціями, які вона вже виконувала в минулому. Вона стала благодійницею своєї держави та захисницею мистецтв і культури. Марія-Луїза бажає тільки «мати можливість провести своє життя тут у найбільшому спокої». Бідність у Пармі велика, а умови гігієни дуже погані. Герцогська влада насамперед дбала про поліпшення державного балансу. Парма, яка стала резиденцією та центром державної адміністрації, користувалася перевагою над П'яченцею.
З лютого 1817 перші ліберальні прагнення почали виникати через асоціації Sublimi Maestri Perfetti та карбонарії, які намагалися організувати повстання. Під тиском Відня Марія-Луїза змушена створити комісію, що складається з цивільних осіб і солдатів, які судитимуть каронаріїв зі «справедливістю і милосердям». Єдиним двом засудженим до смертної кари покарання було замінено на примусові роботи.
1 травня 1817 року, після того, як французькі лікарі заявили, що вона більше не може мати дітей, вона народила Альбертіну, яка отримала титул графині Монтенуово (італізація назви Нойберг (Монтнеф), близької до Нейпперг). Син, Гійом Альберт (Гульєльмо Альберто або Вільгельм Альбрехт, залежно від того, кого ви запитаєте), народився 8 серпня 1819 року. У 1822 і 1823 роках Марія-Луїза народила ще двох дітей, Матильду і Густаво, які майже одразу померли.
Марія-Луїза не може визнати своїх позашлюбних дітей, тому вони не можуть жити в палаці. Ця ситуація змушує її страждати, тому що про їх існування знають у Пармі та Відні, де її батько щойно одружився вчетверте з Кароліною Августою Баварською.
Щодо її першої дитини у Відні, то він не мав стати наступником своєї матері на троні Парми, який після смерті герцогині перейшов до Бурбонів. Марія-Луїза пише батькові: «Це мій обов'язок як матері і моє тверде бажання, поки я жива, зробити все для мого сина в майбутньому», і вона попросила Пфальц-Баварські території Богемії, що належали її дядькові Фердинанду III Тосканському. Нарешті, дитина отримує як компенсацію території та титул «Його Високість герцог Райхштадтський».
Щоб отримати імператорські патенти, які встановлювали титули та звання її сина, Марія-Луїза поїхала до Відня. Там вона перебувала з 2 липня по 1 вересня 1818 року. Вона знову побачила його через два роки, у 1823 році, потім у 1826, 1828, 1830 роках і, нарешті, у 1832 році, на його смертному одрі.

### Смерть Наполеона і другий шлюб

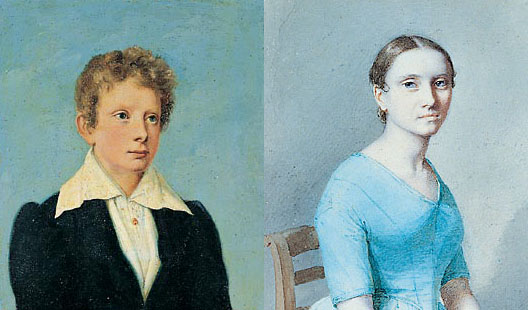
Гійом Альбер і Альбертина де Монтенуово, перші двоє дітей Марії-Луїзи та Нейпперга.

5 травня 1821 року Наполеон помер. Ніхто не попередив екс-імператрицю, про що повідомила лише 19 липня стаття в Gazzetta del Piemonte. Вона довіряє своїй подрузі Віктуар, якій пише:
«Зараз я перебуваю у стані великої невизначеності, „Газетта дель П'ємонте“ з такою впевненістю оголосила про смерть імператора Наполеона, що майже неможливо в цьому сумніватися. Хоча я ніколи не мала до нього дуже сильних почуттів, я не можу забути, що він батько мого сина і що він не тільки не поводився зі мною погано, як думає світ, але й завжди виявляв до мене всіляку увагу, єдине, чого можна бажати в політичному шлюбі. Тому я дуже стурбована, і хоча ми повинні бути щасливі, що він закінчив своє нещасливе життя таким християнським чином, я б побажала йому довгих років щастя і життя, за умови, що він буде далеко від мене. У непевності, що є правдою, я оселився в Салі, не бажаючи йти до театру, доки не стане відомо щось певне».
Через кілька днів, 24 липня, Марія-Луїза написала своєму синові, якому було 10 років:
«Я впевнений, що ви глибоко відчуєте цей біль, як і я, тому що ви були б невдячними, якби забули всю ту доброту, яку він мав до вас у ранньому дитинстві, і я також впевнена, що ви намагатиметеся наслідувати його чесноти, уникаючи пасток, які, зрештою, призвели до його загибелі».
Овдовівши, Марія-Луїза змогла узаконити свої стосунки з Нейппергом, 8 серпня 1821 року поєднавшись морганатським шлюбом, оскільки ранг її чоловіка був нижчим за її власний. Потім діти Марії-Луїзи переїхали жити в флігель герцогського палацу в супроводі гувернантки та вихователя. У Пармі Марія-Луїза відтворює буржуазне та бідермаєрське середовище свого дитинства у Відні.
Через вісім років після одруження, 22 лютого 1829 року, Нейпперг помер від проблем із серцем. Марія-Луїза була дуже зворушена його смертю, але Відень заборонив їй публічно його оплакувати. Заповіт Нейпперга чітко говорить про шлюб і дітей, яких герцогиня хотіла б усиновити. Відень офіційно визнає їхнє існування за допомогою письмового зізнання, зробленого Марією-Луїзою, записаного в «Таємні акти» з державного архіву. Однак вона не має права визнавати чи усиновлювати своїх дітей. Імператор Франц II відкрив герцогу Рейхштадтському, що Нейпперг, людина, яка час від часу відвідувала його і яку він поважав, був його тестем. Коли пізніше він дізнався, що у нього є два зведені брати, принц, як повідомляється, сказав, що у нього є мати «хороша, але слабка». Син-підліток Наполеона, дізнавшись про повторний шлюб своєї матері, припинив з нею будь-яке листування.
Нейпперга змінив барон Йозеф фон Верклейн, який обіймав посаду в Пармі з 1820 року. Він веде жорстку політику, нападаючи на інтелігенцію. Невдоволення зростає, як і ліберальні бродіння.

### Революційні рухи 1831 року
У 1830 році Липнева революція вигнала Бурбонів, повернутих на престол Франції. Звідти повстання поширилося на решту Європи, а в 1831 році також відбулися заворушення в герцогствах Модена та Парма, ліберали яких отримували вказівки від Comitato italiano di Parigi (Італійський комітет Парижа). Марія-Луїза завжди поблажливо ставилася до карбонаріїв, на відміну від її батька та двоюрідного брата Франциска IV Моденського, обох реакціонерів. Однак не правляча герцогиня, а Відень командував Пармою через Веркляйна.
4 лютого 1831 року Болонья, яка належала Папській області, повстала, а через кілька днів пармезанці провели демонстрацію перед герцогським палацом із криками: «Конституція і смерть Веркляйна». Герцогиня не була об'єктом протестів, і 12 лютого Марія-Луїза написала своєму батькові: «Між 6 і 7 годинами вечора на головній площі почався жахливий шум, який поширився на всі вулиці, що прямували до Палацу, де поряд із криками на мою адресу ми чули негідні слова на адресу Верклейна та влади». Були виставлені гармати, але делегація знатних осіб просить герцогиню не стріляти в народ. Марі-Луїза, яка не хоче вдаватися до насильства, але не знає, як діяти, вирішує покинути місто. Однак у цьому їй завадили пармезанці, які бачили в ній гарантку прийняття своїх вимог.
Між 15 лютого їй вдалося покинути Парму в супроводі герцогських гренадерів і новоствореної Національної гвардії. У той же час у Пармі було створено тимчасовий уряд, довірений графу Філіппо Луїджі Лінаті. З Плезанса, де був великий австрійський гарнізон, Марія-Луїза написала батькові, щоб той знайшов Веркляйну іншу посаду, «що може бути марним, але може бути досить шкідливим». Тоді імператор Австрії послав війська, і 2 березня перша й остання спроба повстання у Фіоренцуола-д'Арда провалилася.
8 серпня герцогиня повернулася до столиці. Пармезанці незадоволені не стільки поверненням Марії-Луїзи, скільки присутністю в місті австрійських військ. Щоб уникнути подальших заворушень, Марія-Луїза вирішила не засуджувати лідерів повстанців і 29 вересня 1831 року оголосила амністію.

### Смерть сина і третій шлюб

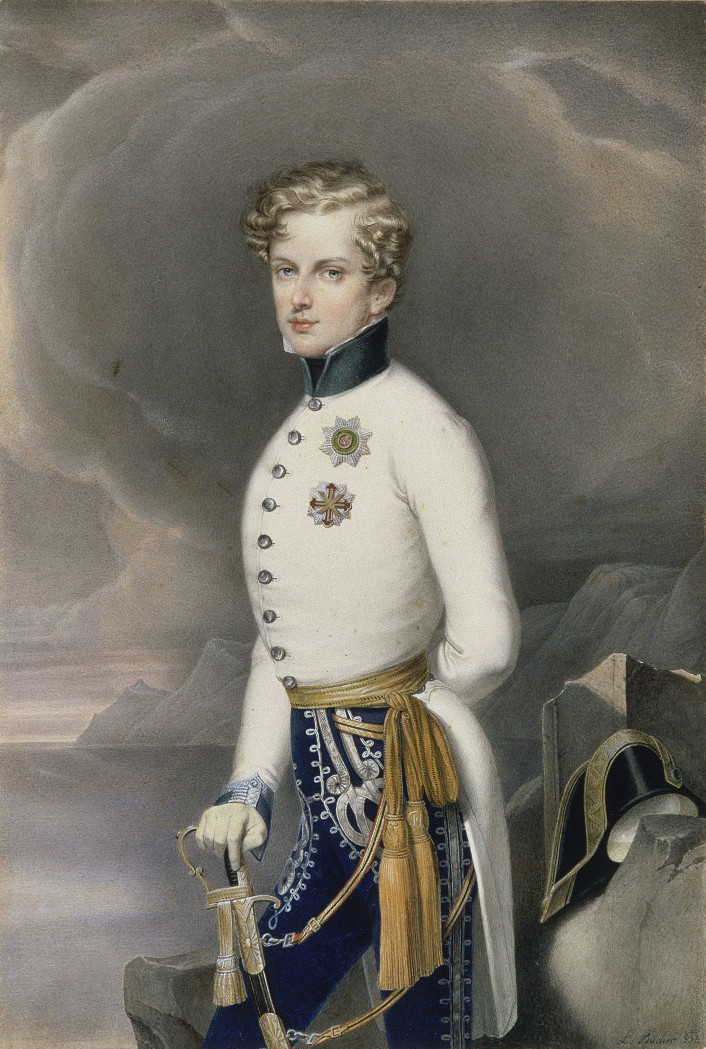
Герцог Рейхштадтський.

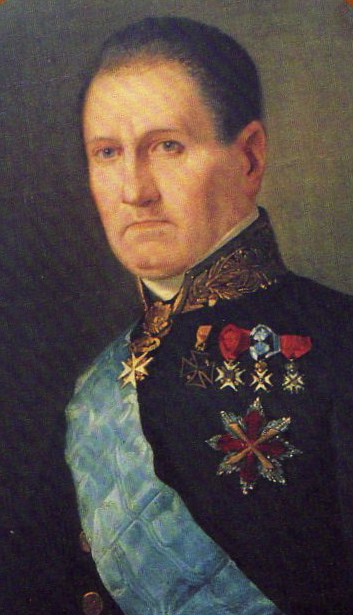
Граф Бомбель.

Герцог Рейхштадтський отримав освіту за принципами Габсбургів і зробив військову кар'єру, ставши офіцером у 1828 році. Однак його здоров'я було слабким, головним чином через його зріст, через який він став худим і високим хлопчиком, майже шість футів на зріст. Нещасна доля сина загиблого імператора та його ніжна та меланхолійна краса викликали у нього симпатію та співчуття, зокрема з боку його тітки Софії Баварської, нещасливо одруженої з ерцгерцогом Франсуа-Шарлем, шанувальником імператора Франції, який зробив його рідну Баварію королівством.
У віці двадцяти років герцог Рейхштадтський захворів на туберкульоз, який поглинав його до самої смерті. Його стан на початку липня 1832 року значно погіршився. Марію-Луїзу не повідомляли про стан здоров'я сина, оскільки Відень хотів, щоб через делікатну політичну ситуацію вона лишалася в Пармі. Щойно з Відня надійшли серйозніші новини, Марія-Луїза не вагаючись поїхала незважаючи на гарячку та кашель, але вона втратила час у Трієсті, оскільки імператор прибув із запізненням. 24 липня вона нарешті побачила сина. Він помер 22 липня 1832 року, звертаючись до матері, яка була біля його ліжка. Його смерть оплакували з великим жалем його мати, дід і весь австрійський двір.
У Пармі, після відходу Верклейна, Меттерніх послав на його місце Венцеля Філіпа фон Марешала. Новий міністр поспішив розкритикувати сорокарічну герцогиню, яка захищала своїх підданих і відмовлялася приймати репресивний режим. Він стверджує, що герцогиня також веде себе занадто вільно в особистому житті. Марі-Луїза щиро кохала Нейпперга і той її любив у відповідь. Після його смерті герцогиня втішилася тим, що оточувала себе багатьма коханцями. Фон Марешаль, вважаючи герцогство некерованим, попросив його замінити, що й відбулося наприкінці 1832 року, на велике полегшення пармезанців. Його посаду довірили джентльмену з Лотарингії, графу Шарлю-Рене де Бомбелью, людині чесній, суворій і благочестивій.
Через шість місяців після її прибуття, 17 лютого 1834 року, Марія-Луїза і Бомбель уклали таємний морганатичний шлюб. Цей повторний шлюб двох людей, що близькі до старості, продиктований не коханням, а зручністю мати чоловіка, який є першим чоловіком у державі.
2 березня 1835 року помер Франциск II. Марія-Луїза пише своїй подрузі Віктуар: «Я втратила людину, яка у найважчих обставинах мого життя була батьком, другом і порадником». З новим імператором, своїм братом Фердинандом I, доброю, але обмеженою людиною, Марія-Луїза мала суто формальні стосунки.

### Останні роки і смерть

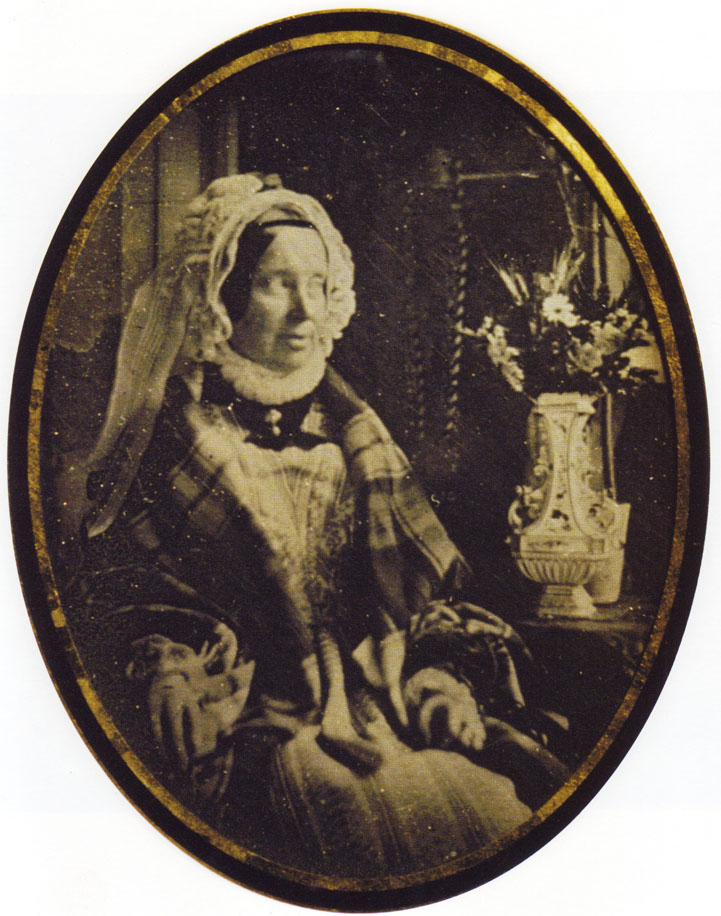
Дагеротип герцогині Марії-Луїзи в 1847 році, у віці 56 років.

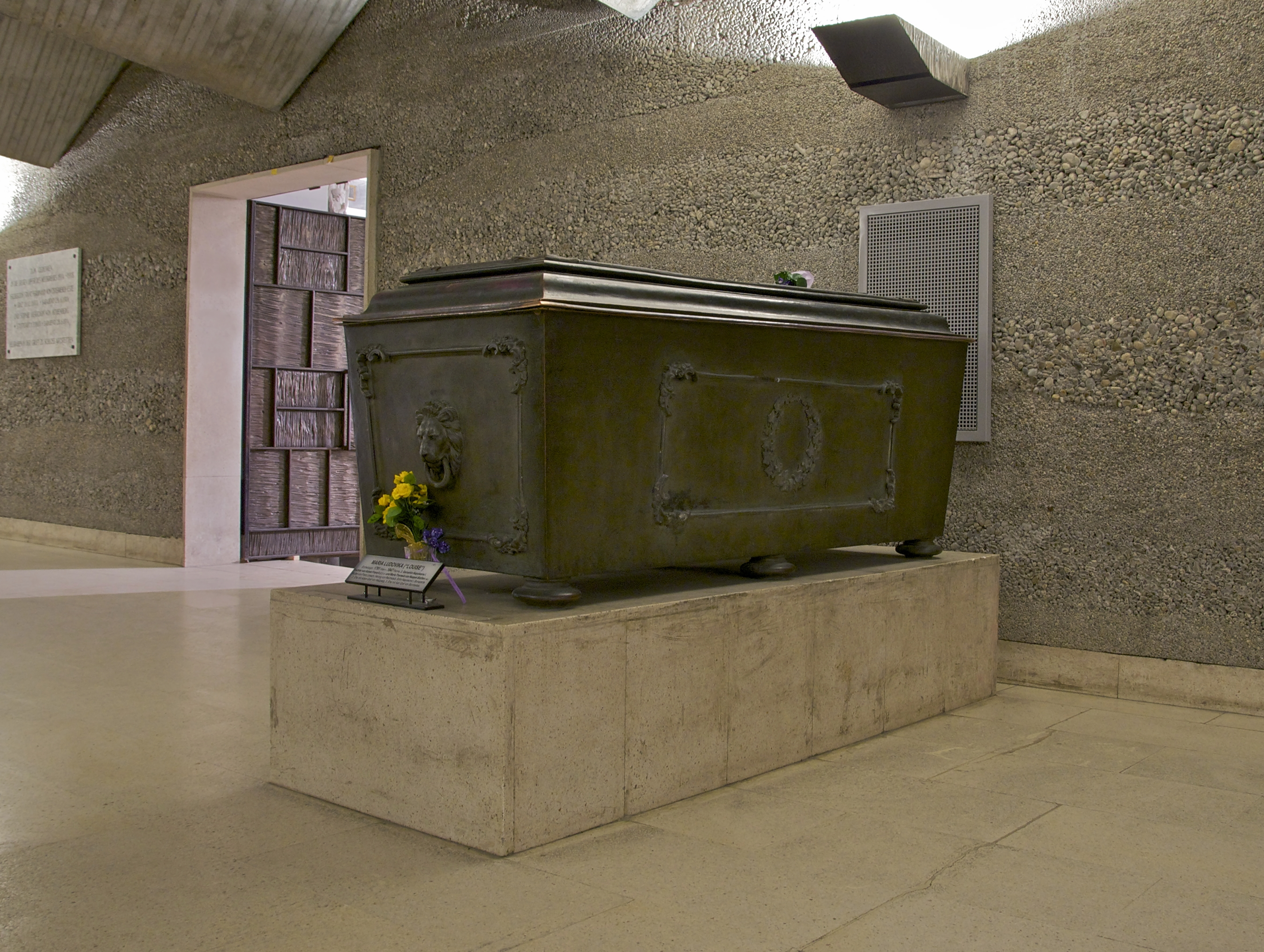
Гробниця Марії-Луїзи в крипті церкви капуцинів у Відні.

У 1839 році Марія-Луїза сказала, що її щастя було «в розраді, яку мої хоробрі діти можуть дати мені, і в зусиллях відповідати, наскільки це дозволяє моя слабка сила, до обов'язків, які Бог покладає на мене». Решта її життя протікало відносно спокійно: Марі-Луїза оточена прихильністю близьких, чоловіка, який її поважає, і дітей, які її люблять. Альбертина стала дружиною Луїджі Санвітале, графа Фонтанеллато, і у них було четверо дітей. Вільгельм одружився з графинею Юліаною Баттіані Стратманн, і після смерті герцогині у них народилося троє дітей.
Економічна та соціальна джентрифікація, яка відбулася за уряду Марії-Луїзи, почала приносити плоди незадовго до революції 1848 року. Через ці ліберальні позиції обрання Пія IX викликало демонстрації ентузіазму навіть у Пармі, тоді як присутність Австрії дедалі більше заперечувалася. Навіть герцогиня, хоча її любили протягом тридцяти років перебування в уряді, відчуває, що до неї ставляться більш холодно, ніж раніше. У червні спалахнули заворушення, рішуче придушені Бомбелем. 9 грудня 1847 року Марія-Луїза, яка передчасно постаріла, відчула сильний біль у грудях, який посилювався ввечері та супроводжувався ознобом і гарячкою. Незважаючи ні на що, Герцогиня очолює Раду, а потім відступає, кажучи італійською: «До побачення мої друзі». 12 грудня, у свій п'ятдесят шостий день народження, вона, здавалося, одужала, але її стан знову погіршився. Все місто охоплено горем, а перед палацом збирається великий натовп. Вона просить соборування і останніх таїнств, а потім читає свій заповіт: вона називає свого двоюрідного брата, ерцгерцога Леопольда (сина її дядька Реньє, віце-короля Ломбардії-Венеції), універсального легата. Біля неї чоловік, дочка і зять, сина немає, він служить офіцером в австрійському гарнізоні. Двоє її позашлюбних дітей не могли успадкувати титул, але кожен з них отримав 300 000 флоринів і особисті речі.
У день смерті вона була абсолютно при свідомості: близько полудня 17 грудня 1847 року, кілька разів вирвавши, вона спокійно заснула, щоб не прокинутися. О п'ятій вона померла. Її лікар Фріч назвав причиною смерті ревматоїдний плеврит. Тіло було забальзамовано доктором Джузеппе Россі, чоловіком, який тридцять років тому виховував двох її дітей. На Святвечір справляють поминки. Командуючий австрійськими військами в Італії генерал-фельдмаршал Йозеф Радецький як почесну варту вислав до Парми ескадрон австрійських гусарів.
У супроводі цих солдатів колишня імператриця Франції та герцогиня Пармська починає свою останню подорож до Відня. Герцогиню помістили у склепі капуцинів у Відні. З її братів і сестер її пережили лише Марія-Клементина, принцеса Салернська, Фердинанд I, імператор Австрії, Франциск Карл, ерцгерцог Австрії, і Марія-Анна, ерцгерцогиня Австрії.
Титул герцога Парми і П'яченци став належати принцу Карлу II Пармському, онуку останнього Бурбона, який правив перед Марією-Луїзою, а титул герцога Гвасталли — герцогу Франциску V Моденському.

## Громадська діяльність

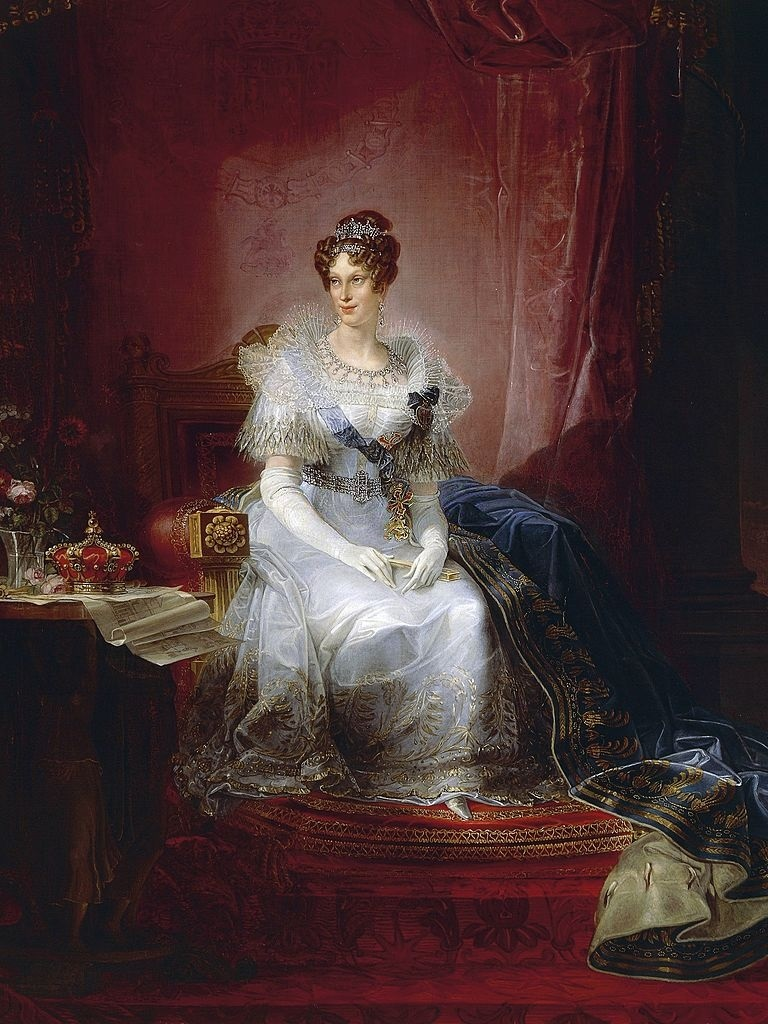
Марія-Луїза Пармська, «Добра Герцогиня», Боргезі (1839).

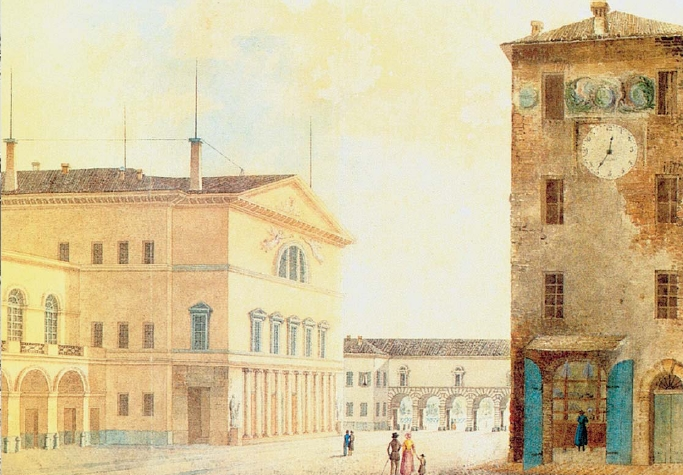
Репрезентація Театру Регіо 1829 року зберігається в бібліотеці Палатина в Пармі.

У Пармі з самого початку Марія-Луїза править як освічена манархиня. Марія-Луїза приділяла особливий інтерес становищу жінок і у вересні 1817 року вона урочисто відкрила Пологовий будинок і технічно-практичну акушерську школу, де вісім дівчат навчалися протягом вісімнадцяти місяців. Вона також думала про душевнохворих, яких переселила до просторого та зручного середовища, яке називалося Ospizio dei Pazzerelli. Її цікавили, наприклад, запобігання та боротьба з епідеміями, зокрема через правила, які використовувалися для боротьби з епідемією тифу в березні 1817 року. Ще в 1831 році вона вжила заходів щодо можливої епідемії холери, і коли та розпочалася в липні 1836 року, вона мужньо їй протистояла. Марія-Луїза відвідує хворих, щоб утішити їх, і стає на коліна біля тих, хто через брак ліжка лежить на землі. Щоб допомогти місту, вона переплавила дорогоцінний столик, подарунок від міста Париж для її шлюбу з Наполеоном, і отримала за нього 125 000 франків. Епідемію було ліквідовано у вересні того ж року, загалом померло 438 осіб. Марі-Луїзу дуже люблять пармезани, які називають її «добра герцогиня».
Першою архітектурною роботою, проведеною під час правління Марії-Луїзи, було будівництво мосту через Таро за проектом Антоніо Коккончеллі, на якому було зайнято 300 робітників. Роботи почалися в 1816 році і тривали три роки, не обійшлося без тривалих перерв через розлив річки. Відкриття відбулося 10 жовтня 1819 року в присутності герцогині, яка з цієї нагоди провела жереб на придане двадцять чотирьом дівчатам зу розмірі 250 нових пармських лір. Він відновила наполеонівський проект дороги через Апенніни. Вона доводить до завершення будівництво цвинтаря Віллетта.
Щоб задовольнити гігієнічні потреби, вона побудувала Beccherie у La Ghiaia, будівлю, яка об'єднала м'ясні магазини. Їй та придворному архітектору Ніколі Беттолі завдячують неокласичним плануванням Парми. Після розвитку театру Фарнезе Марія-Луїза, яка любила музику, побудувала новий Театр Дукале, нині Театр Реджіо, будівництво якого почалося в 1821 році та було завершено в 1829 році, за астрономічну вартість 1 190 664 лір. Він був урочисто відкритий 13 травня 1829 року новою роботою Вінченцо Белліні Заіра. Завісу розписав Джован Баттіста Боргезі з алегорією, що зображує герцогський двір, де Марія-Луїза зображена в центральній фігурі як Мінерва. Герцогиня запроваджує низькі ціни, щоб відкрити театр для менш забезпечених людей. Також у 1821 році Марія-Луїза створила Пармську консерваторію, де значно пізніше навчався великий диригент Артуро Тосканіні. Композитор, символ Рісорджіменто, Джузеппе Верді, якому Марія-Луїза надала стипендію, присвятив їй один із своїх перших творів, I Lombardi alla prima crociata (1843).
Марія-Луїза відремонтувала герцогський палац у Пармі, а також казино dei Boschi в Сала-Баганца, яке набуло неокласичного вигляду та було завершено казінетто, призначеним для придворних театральних вистав, сади є перетворені на англійські сади. У Палаццо делла Пілотта вона створила бібліотеку, археологічний музей і картинну галерею. Серед багатьох робіт ми також знаходимо статую герцогині, представлену в Конкорді, роботи Антоніо Канови. У 1833 році вона створила приміщення для Державного архіву, а в 1834 році було завершено розширення бібліотеки. Суверен об'єднав Коледж Лалатта і Коледж шляхти в єдину установу, Коледж Марії-Луїзи, який існує й досі, яким опікується орден Варнавітів. Вона заснувала військову дитячу ротну школу, призначену для дітей офіцерів і унтер-офіцерів.
Завдяки її діям уряду люди швидко прозвали її Марі-Луїзою «добра герцогиня».

## Імператриця в масовій культурі

### Музей Глауко Ломбарді
У Пармі є музей, присвячений пам'яті герцогині Парми і П'яченци. Музей був створений у 1912 році Глауко Ломбарді (1881—1970), найбільшим колекціонером предметів Марії-Луїзи. Він розташований у тому, що раніше називалося Палаццо ді Різерва, прямо навпроти герцогського палацу, зруйнованого бомбардуванням під час Другої світової війни. Музей включає, серед іншого, блакитну сукню герцогині та фрагмент її срібної імператорської сукні, браслет із мініатюрою Нейпперга, предмети, які вона використовувала на своєму столі, пензлі та фарби, якими малювала, її акварелі, шиття. і предмети вишивки, її піаніно та пасма її волосся та її дітей.

### Театр, кіно і телебачення, інтерпретація Марії-Луїзи
- Серця Першої імперії (1913) у виконанні Едіт Сторі.
- Повернімося до Єлисейських полів (1938) Саші Гітрі у виконанні Мадлен Фужан.
- Наполеон (1955) Саші Гітрі у виконанні Марії Шелл, Федеративна Республіка Німеччина, Die schöne Lügnerin.
- Красуня та імператор (1959) Акселя фон Амбессера у виконанні Вери Вальмонт.
- Наполеон II, орлятко (1961) Клода Буассоля у виконанні Маріанни Кох.
- Наполеон і кохання (1974), телесеріал, зі Сьюзен Вулдрідж у головній ролі.
- Наполеон (2002), серіал Іва Сімоно у виконанні Маві Гербіґер.
- Мадам Сан-Жен (2002) Філіпа де Брока у виконанні Жулі Деларм.
- Л'Еґлон (2011), п'єса Едмона Ростана, виконує Кеті Крігель під керівництвом Маріон Бієррі.
- Наполеон (2023), історичний фільм Рідлі Скота

### Назви вулиць
Різні міста колишнього Пармського герцогства вшановували Марію-Луїзу, даючи їй назву вулиці, це Парма, Варано-де-Мелегарі, Сальсомаджоре-Терме, Колорно, Сала-Баганца, Фіденца.

### Навчальний заклад
У Пармі є середня школа Convitto nazionale Maria-Luigia, яка носить її ім'я.

## Титули
- Ерцгерцогиня Австрійська
- Принцеса Угорщини та Богемії
- Імператриця Франції та королева Італії
- Правителька острова Ельба
- Герцогиня Парми, П'яченци і Гуасталли

## Почесті
| Великий магістр Священного і Військового Константиніанського ордену Святого Георгія                                      |
| Дама Великого хреста Суверенного військового та госпітальєрського ордена Святого Іоанна Єрусалимського, Родосу та Мальти |
| Великий Хрест Богоматері Ордена Південного Хреста                                                                        |
| Леді Ордена Зоряного Хреста                                                                                              |

## Герб
| Імператриця французів | Монограма Марії-Луїзи | Герцогиня Пармська |

## Ювелірні вироби
Музей Лувру вже кілька років працює над тим, щоб зібрати разом коштовності корони Франції (продані державою з 23 травня 1887 року) за допомогою Товариства друзів Лувру для презентації у ньому:
- З 1973 року пара браслетів герцогині Ангулемської (придбаної Чарльзом Тіффані за 42 000 франків під час розпродажу 1887 року) була заповідана Лувру великим колекціонером Клодом Меньє[148][alpha 15].
- У 2001 році набір із золота та римської мозаїки, виготовлений у 1810 році для імператриці Марії-Луїзи ювеліром Франсуа-Реньо Ніто (ювелір імператора Наполеона I) (набір придбаний за 6200 франків на розпродажі 1887 року). Товариство друзів Лувру змогло придбати його на публічному продажу для Лувру[149].
- У 2004 році набір, що складається з намиста і сережок, (кольє: 32 елементів та 1138 діамантів, оправлених золотом і сріблом), (сережки): 6 елементів і 108 діамантів, встановлених на золоті та сріблі), що походять із набору, запропонованого імператором Наполеоном I імператриці Марії-Луїзі під час їхнього одруження в 1810 році, і виготовлені ювелірами Крістофом-Фредеріком Баптом і Жаком -Evrard Bapst, вдалося придбати завдяки участі Фонду спадщини та Друзів Лувру за суму 3,7 мільйонів євро[150][151].

Ювелірні вироби імператриці Марії-Луїзи
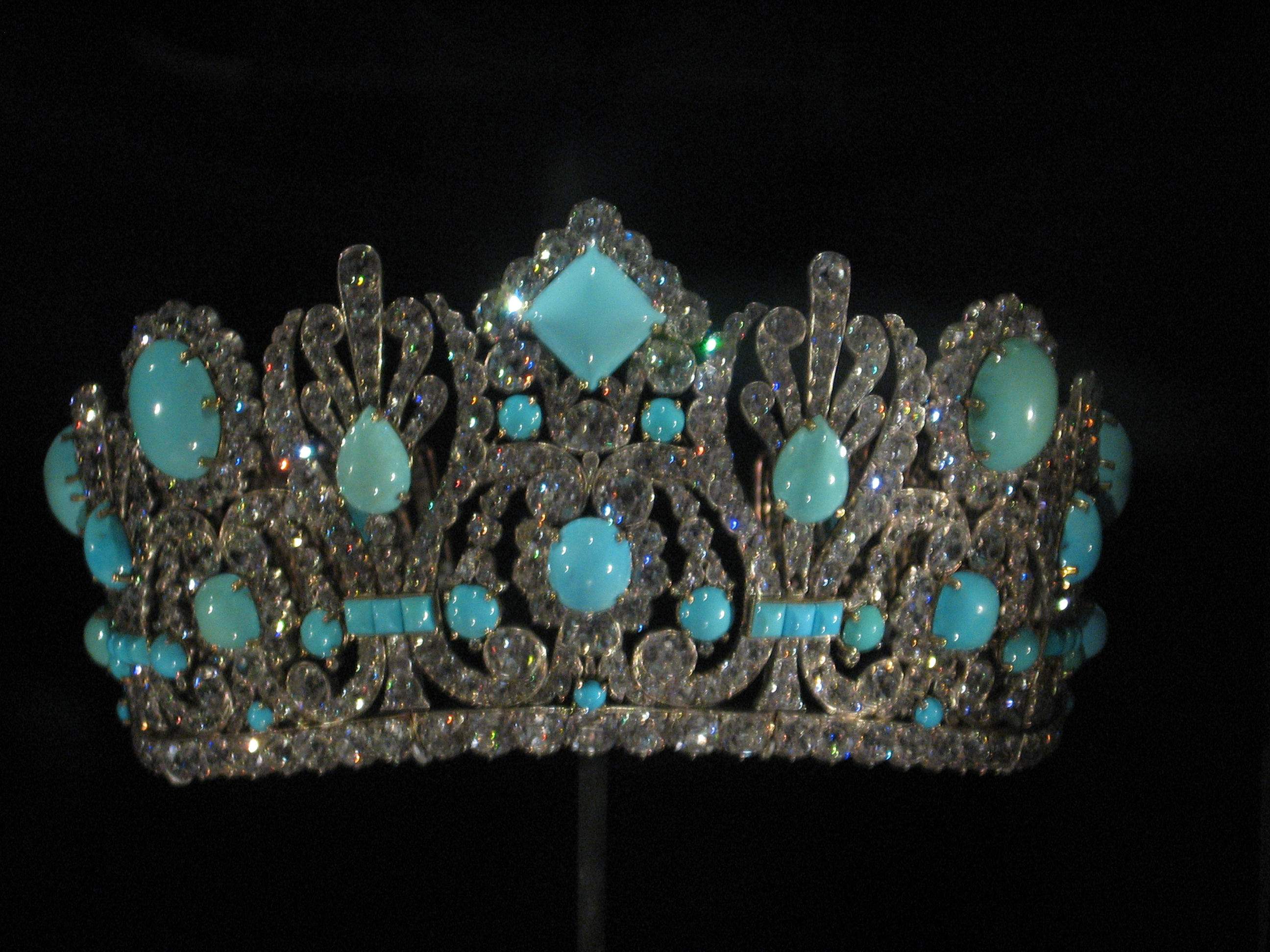
Тіара (1810), художник музей природної історії, Смітсонівський інститут, Вашингтон
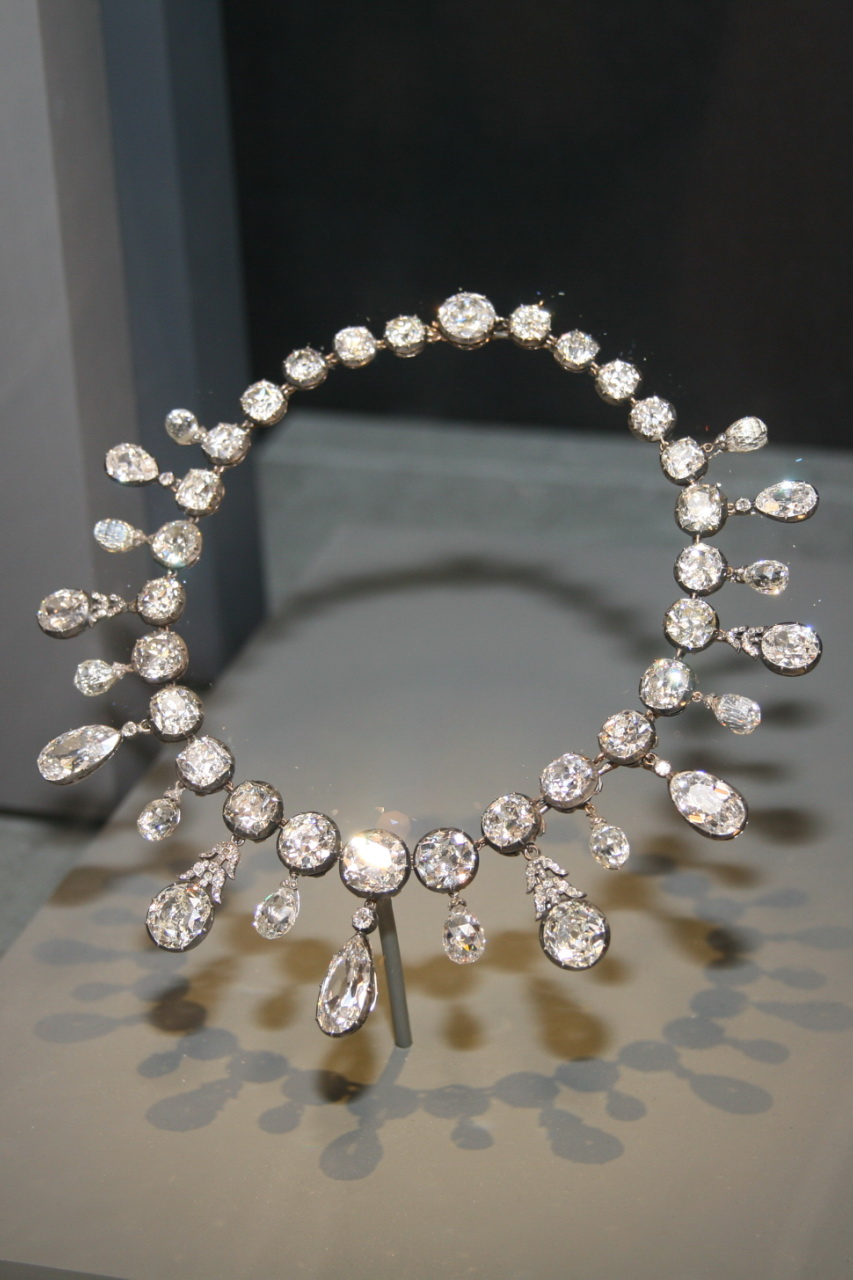
Намисто Наполеона (1811) історії, Смітсонівський інститут, Вашингтон

У 1953 році тіара імператриці Марії-Луїзи (79 елементів і 970 діамантів), виготовлена в 1810 році ювеліром Франсуа-Реньо Ніто, була придбана ювеліром Van Cleef & Arpels. Діаманти були збережені, але оригінальні 79 елементів були вилучені та замінені перськими бірюзами відповідного розміру та форми. Модифікована тіара (540 каратів бірюзи і 700 каратів за 1000 діамантів) була потім продана мадам Марджорі Меррівезер Пост (багатій американській спадкоємиці), яка передала її в 1971 році Музею історії Вашингтона (Національний музей природознавства), яким керує Смітсонівський інститут. Тіару сьогодні виставлено у Вашингтоні.
Оригінальний набір, доставлений ювеліром за місяць до весілля Наполеона та Марії-Луїзи (2 квітня 1810 року), діадема, кольє, пара сережок, гребінець, в діамантах і смарагдах, могли б виглядати як цей фотомонтаж. Смарагди, які були вилучені з імператорської тіари в період з 1954 по 1956 рік, були повторно використані ювеліром для створення сучасних ювелірних виробів, вказуючи при цьому наполеонівське походження смарагдів. У 1967 році ювелір використав два з цих смарагдів на двох унікальних виробах, брошці та каблучці, для клієнта з Техасу. Брошка нагадувала квітковий букет із смарагдом у центрі та діамантами в ограновуванні маркізи, які утворювали пелюстки квітів. Перстень із другим смарагдом у центрі був оточений круглими діамантами з блискучим огранюванням. Ці дві коштовності були продані на аукціоні Крістіз у Нью-Йорку 19 жовтня 1999 року за 189 500 доларів. Брошка зі смарагдами та діамантами була перепродана на аукціоні Крістіз у Нью-Йорку 16 квітня 2014 року за 425 000 доларів.
У 1960 році місіс Марджорі Меррівезер Пост також придбала у ювеліра Гаррі Вінстона діамантове намисто Наполеона (234 діаманти). Намисто, виготовлене ювелірами Étienne Nitot et fils, було подаровано Наполеоном Марії-Луїзі на честь народження їхнього сина, Наполеона II, у 1811 році. У 1962 році вона подарувала цей історичний твір Національному музею природної історії у Вашингтоні. Сьогодні виставлено в Музеї геології, дорогоцінних каменів і мінералів Джанет Анненберг Хукер у Вашингтоні.
Перлина Регент (або Перлина Наполеона) була придбана в 1811 році Наполеоном у ювеліра Франсуа Реньо-Ніто, щоб бути запропонованою його новій дружині Марії-Луїзі. Перлина була продана в травня 1887 році П'єру-Карлу Фаберже (російському ювеліру). Він продав її князю Миколі Борисовичу Юссупову, де з Російською революцією слід перлини був втрачений у метушні історії на понад півстоліття. Він знову з'явиться під час аукціону 12 травня 1988 року в Крістіз у Женеві, а потім на новому аукціоні в 2005 році, де він буде проданий за 2,5 мільйонів доларів.

## Картина
- Невинність, 1814, полотно, олія, депозит Музею образотворчих мистецтв Безансона, Грей (Верхня Сона), Музей Барона-Мартена; робота натхненна Грез, але майстерність техніки свідчить про те, що їй допоміг Прудон, який навчав її малювати в 1810 році (див. виставку «Сім'я портретів» у Музеї декоративного мистецтва в Парижі від 25 листопада/ 1979 до 15.02.1980, № 61 каталогу, стор. 85).